# Список станцій Віденського метрополітену
Віденський метрополітен налічує 5 ліній. Список станцій за лініями:

## U1

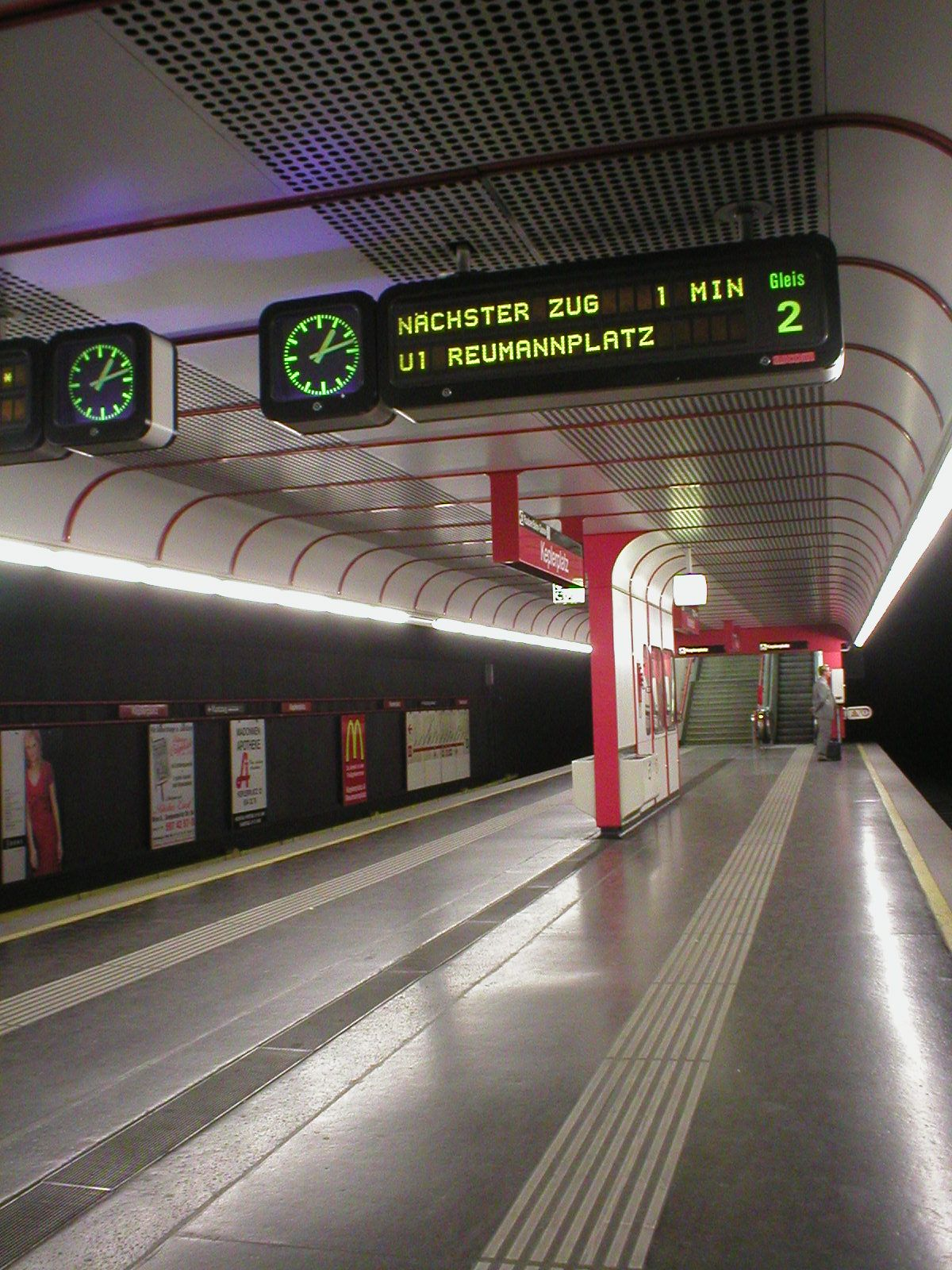
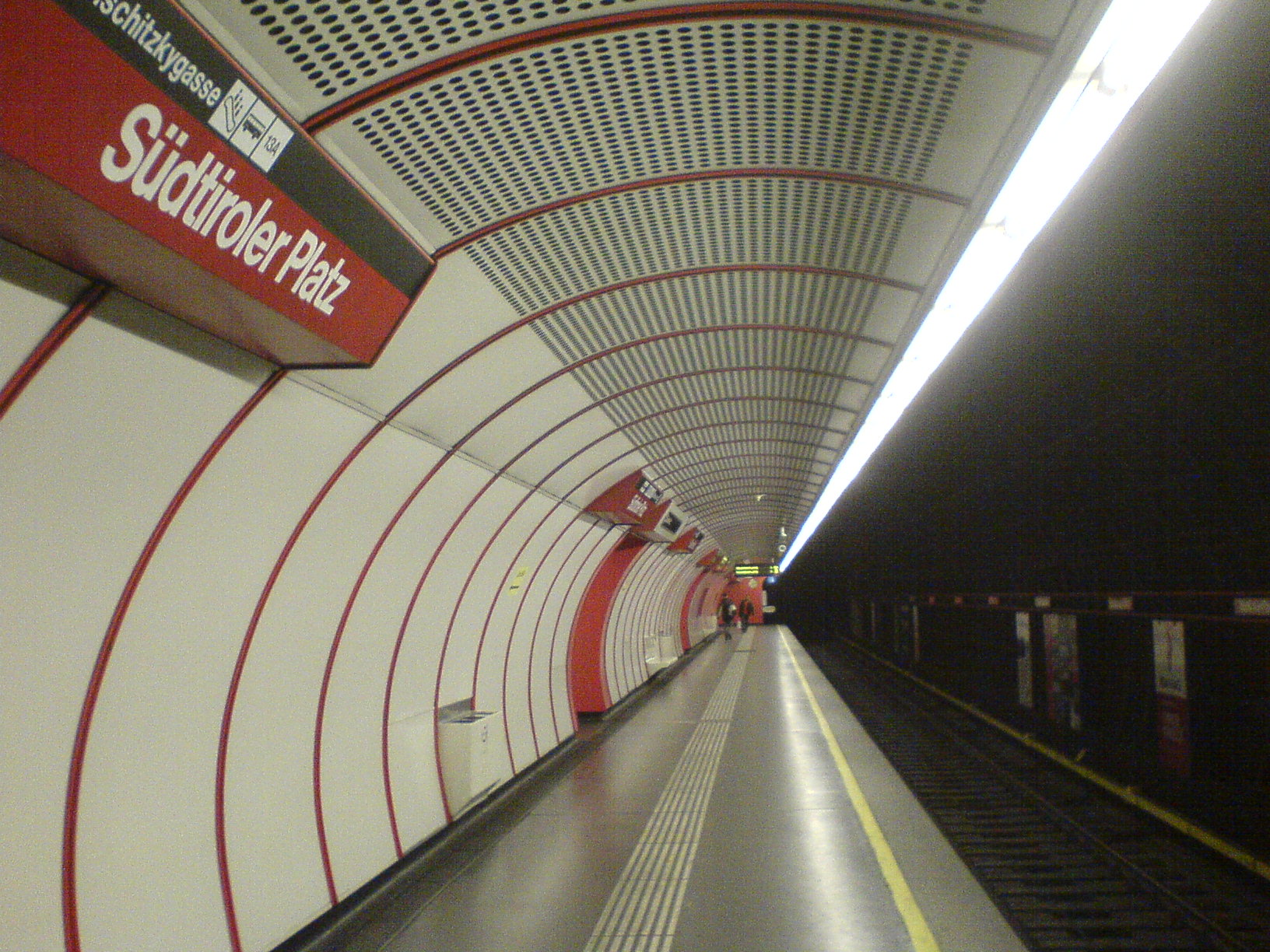
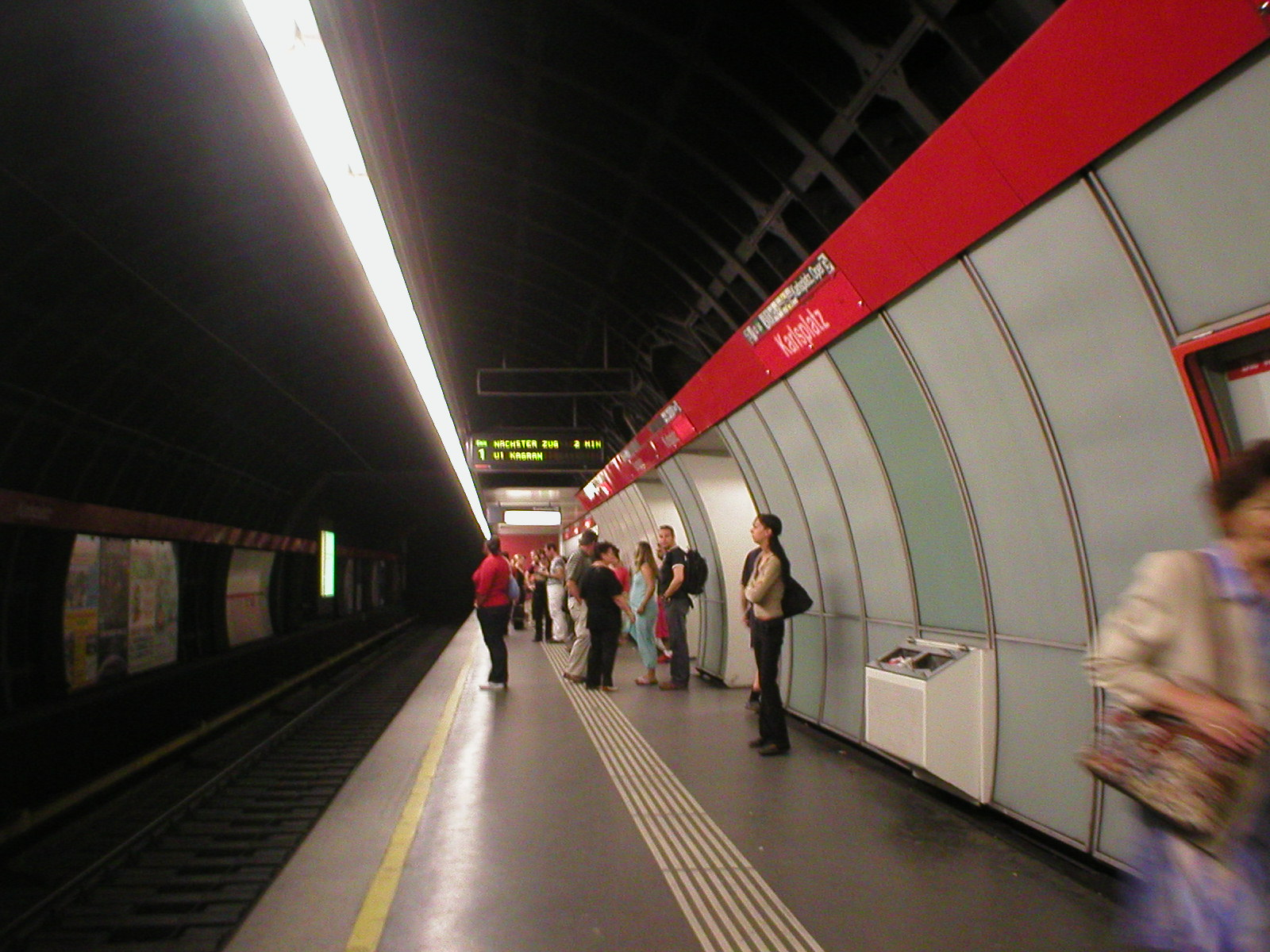
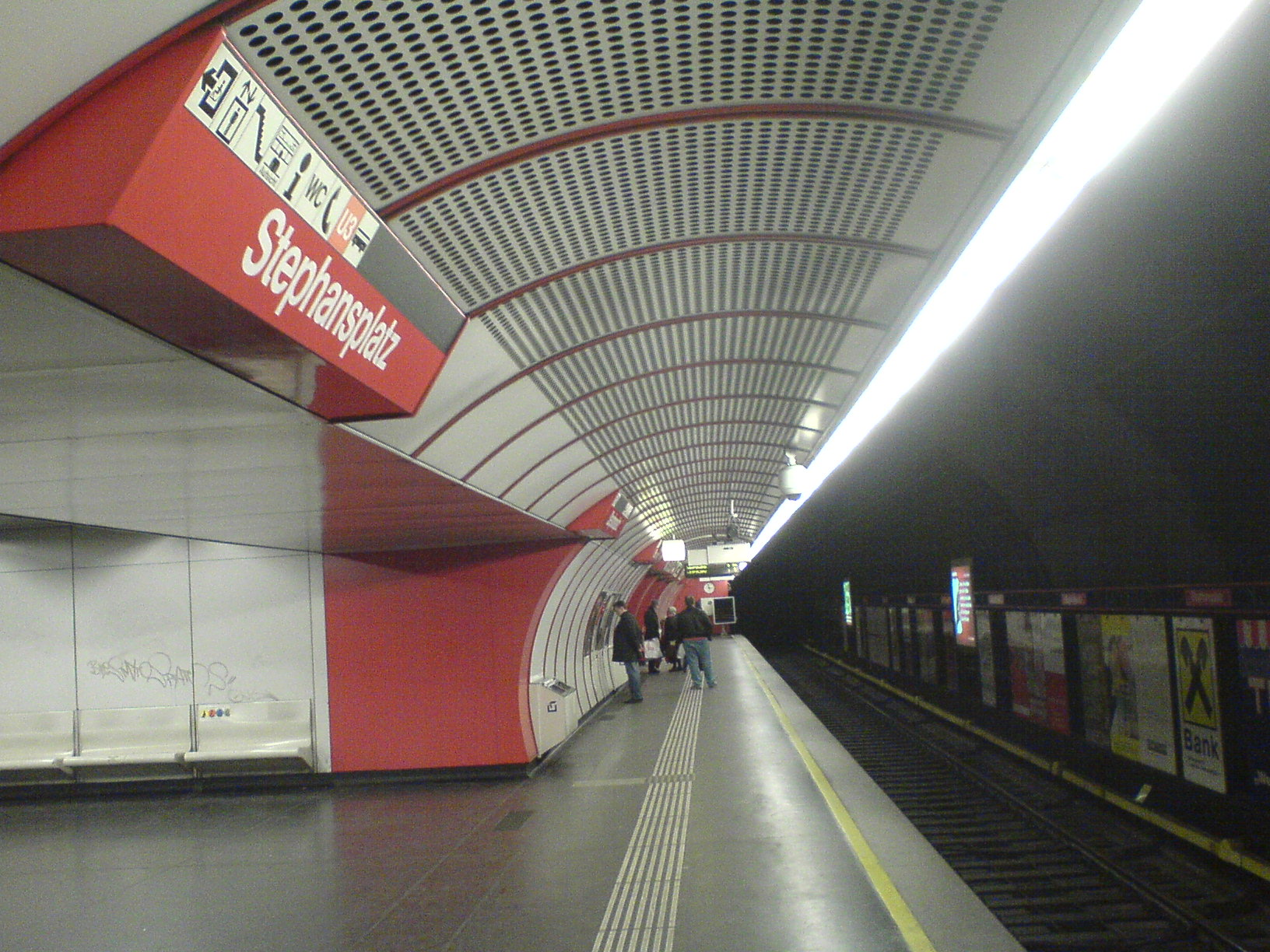
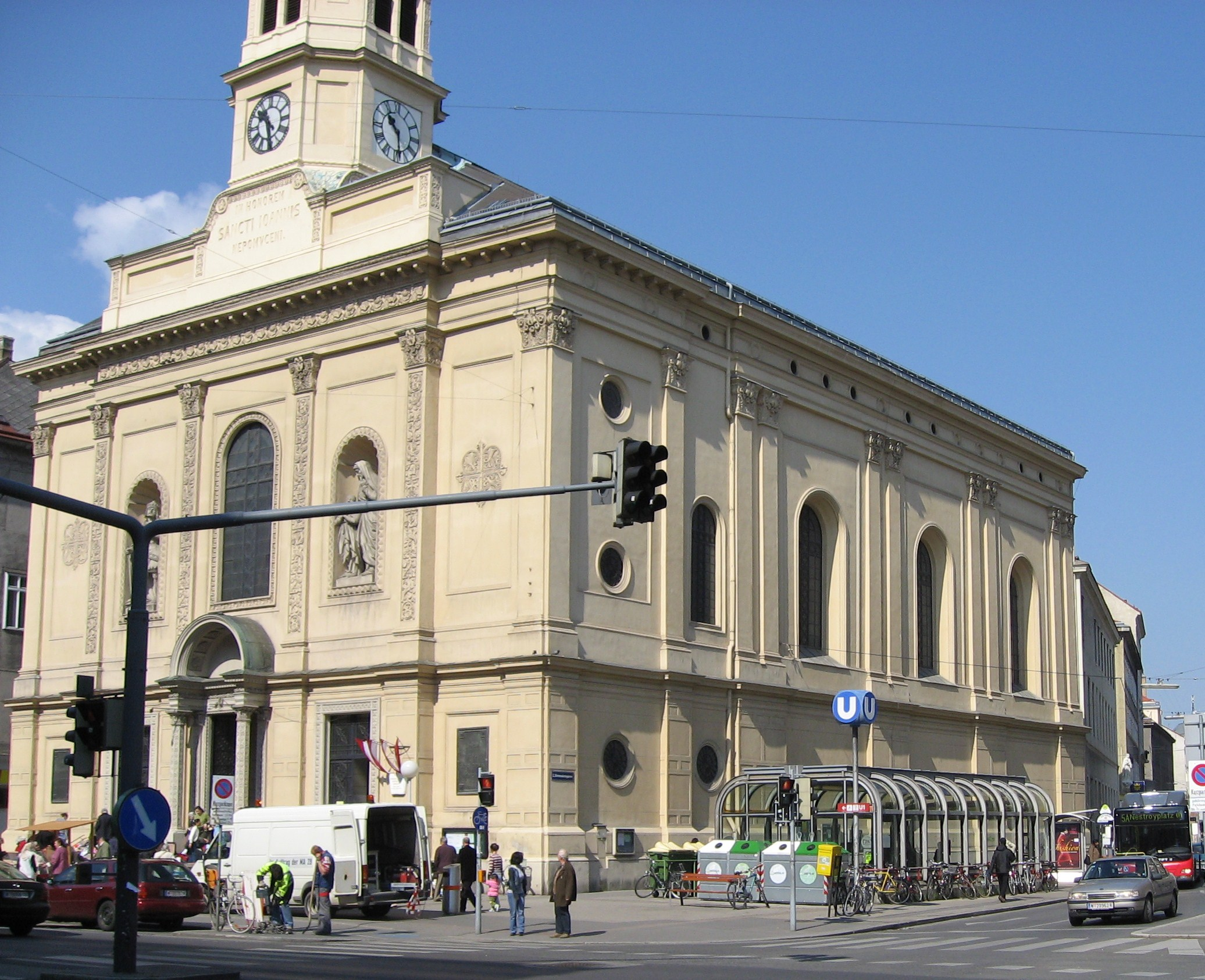
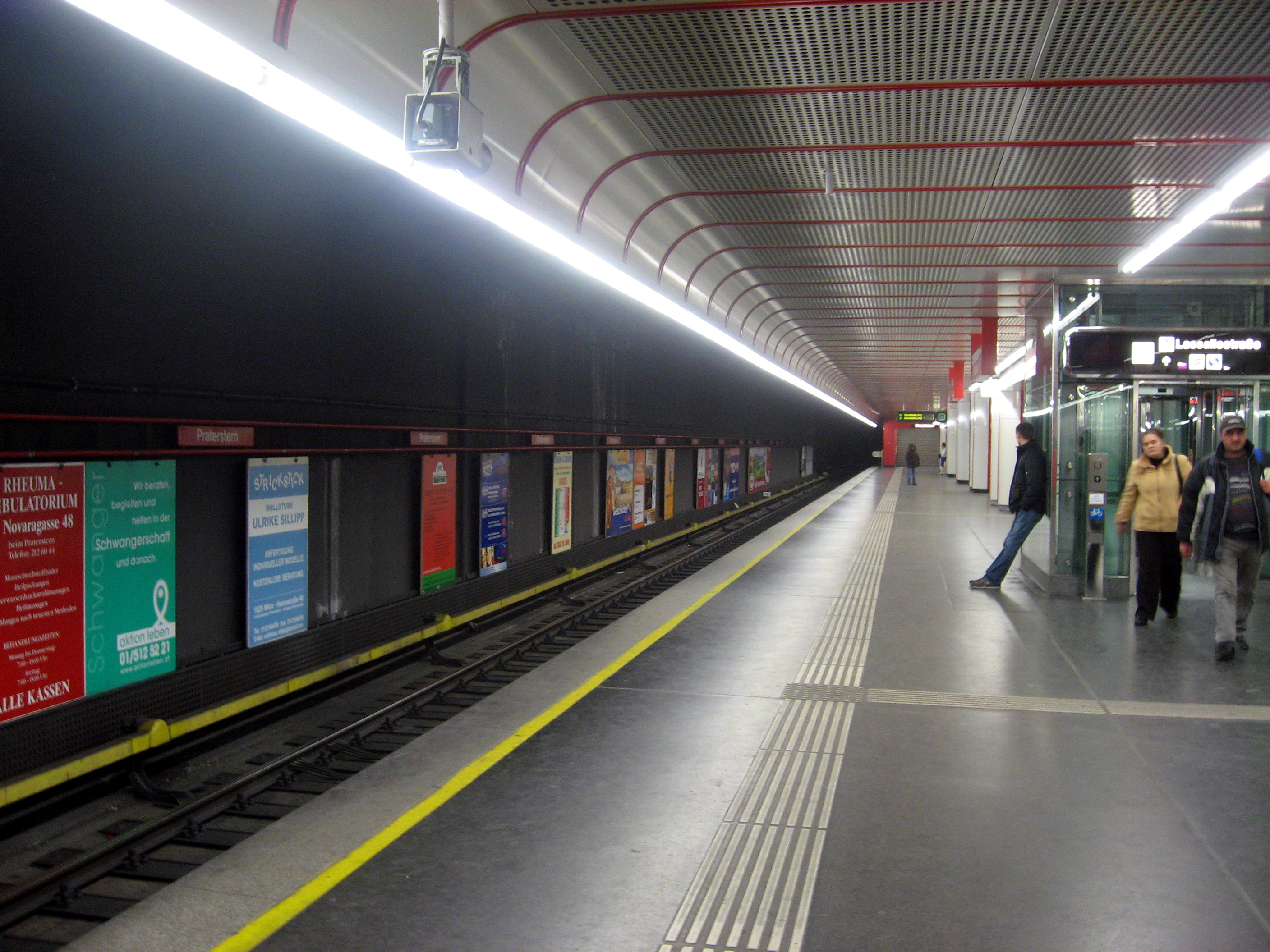
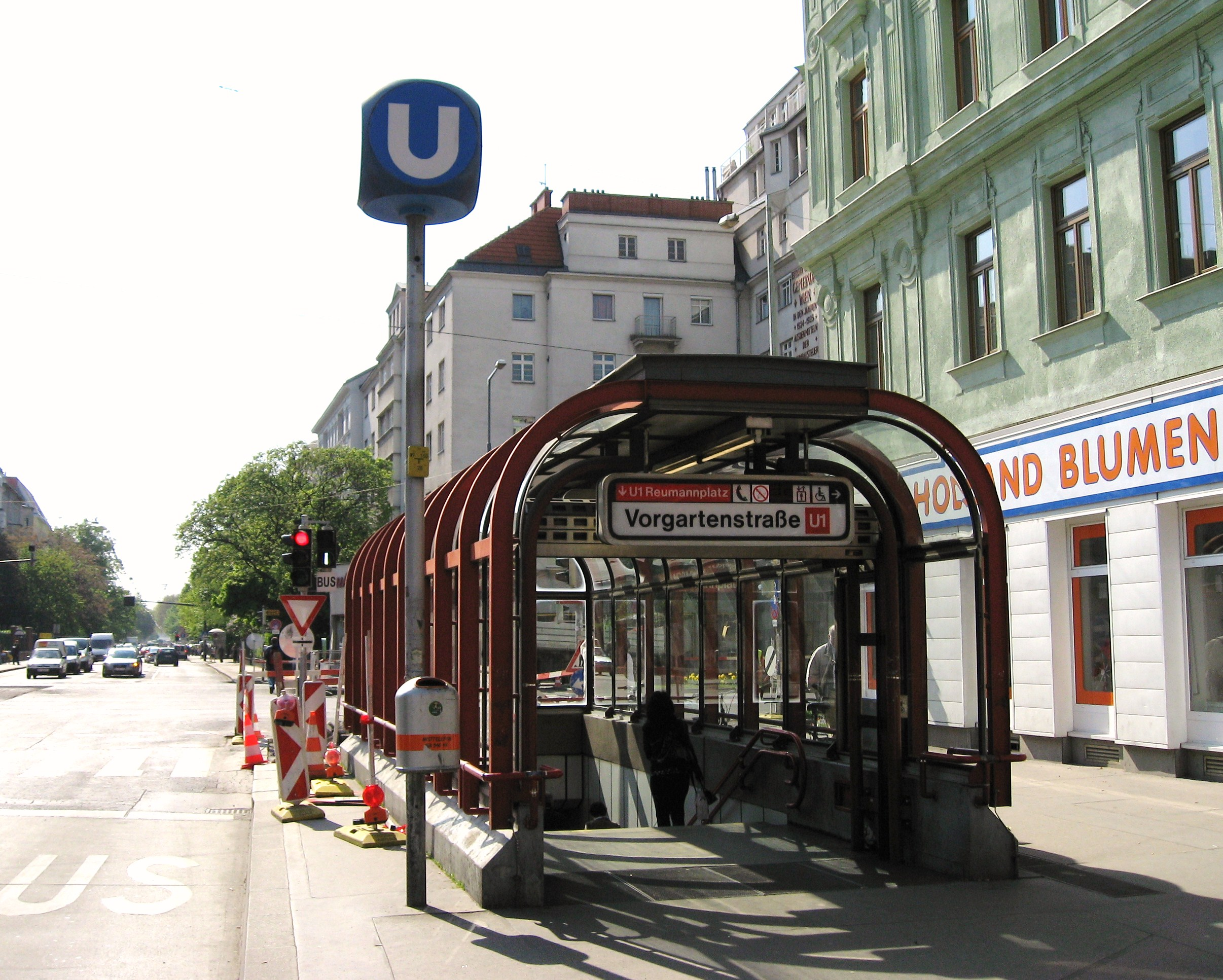
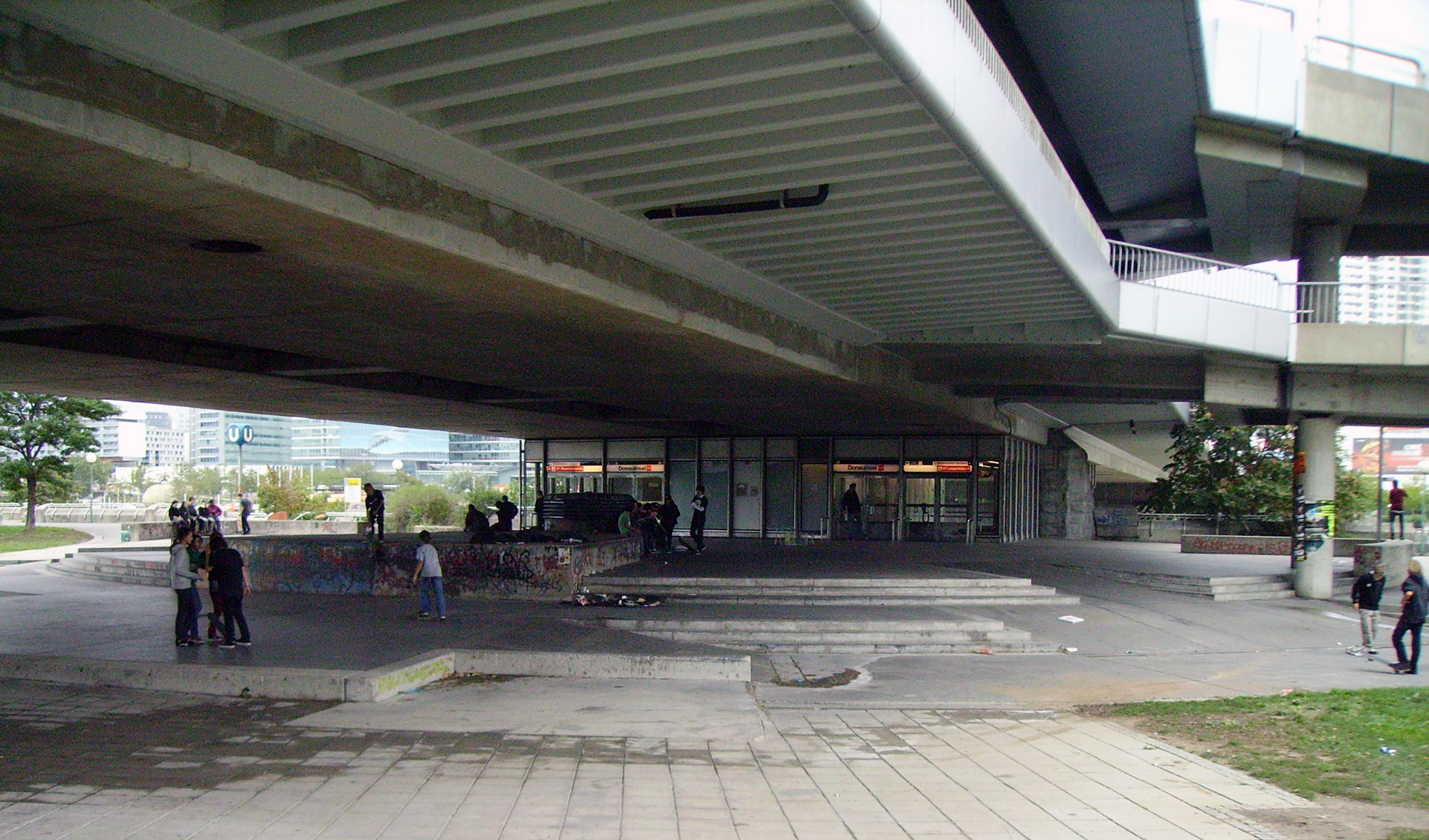
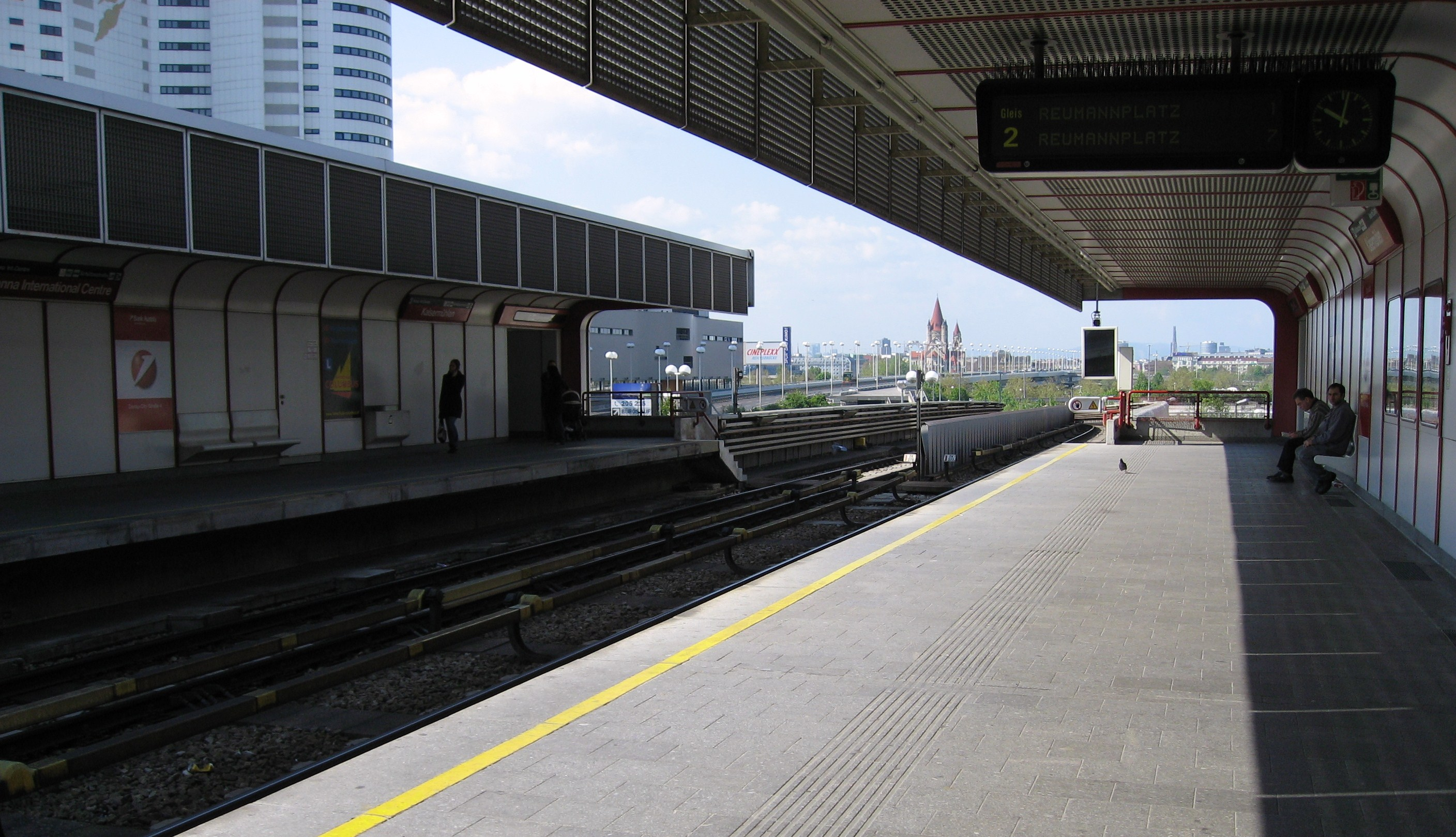
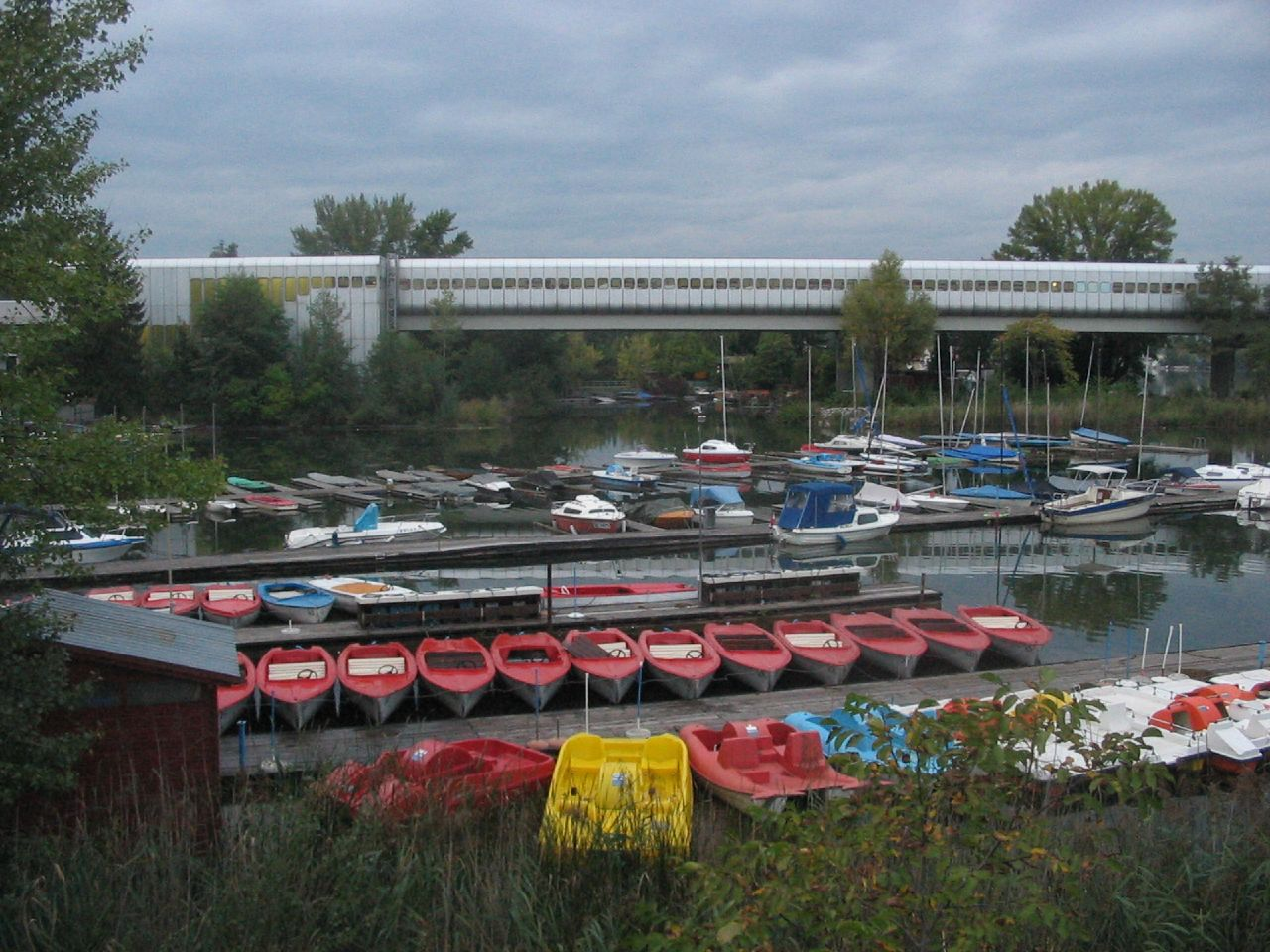
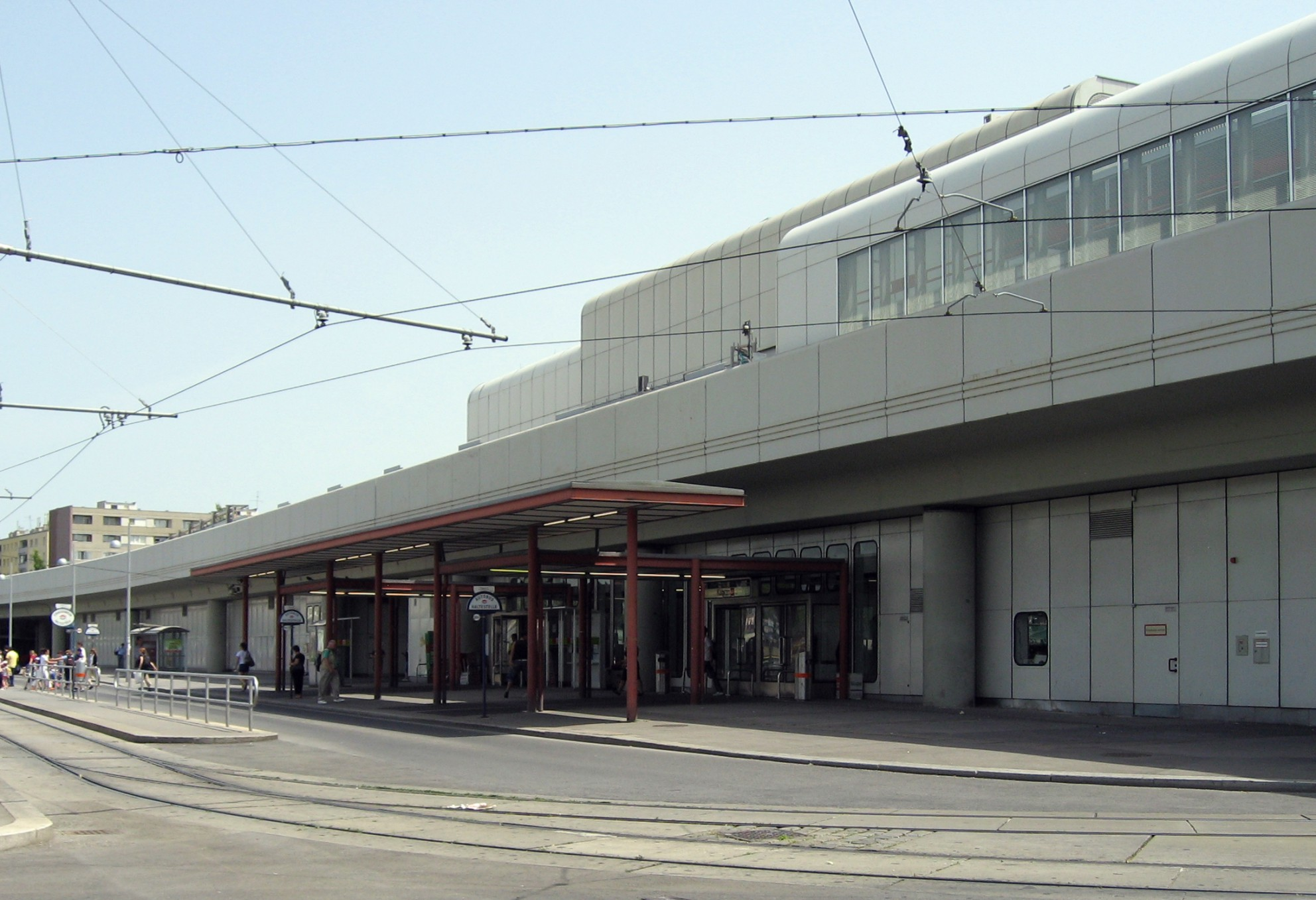
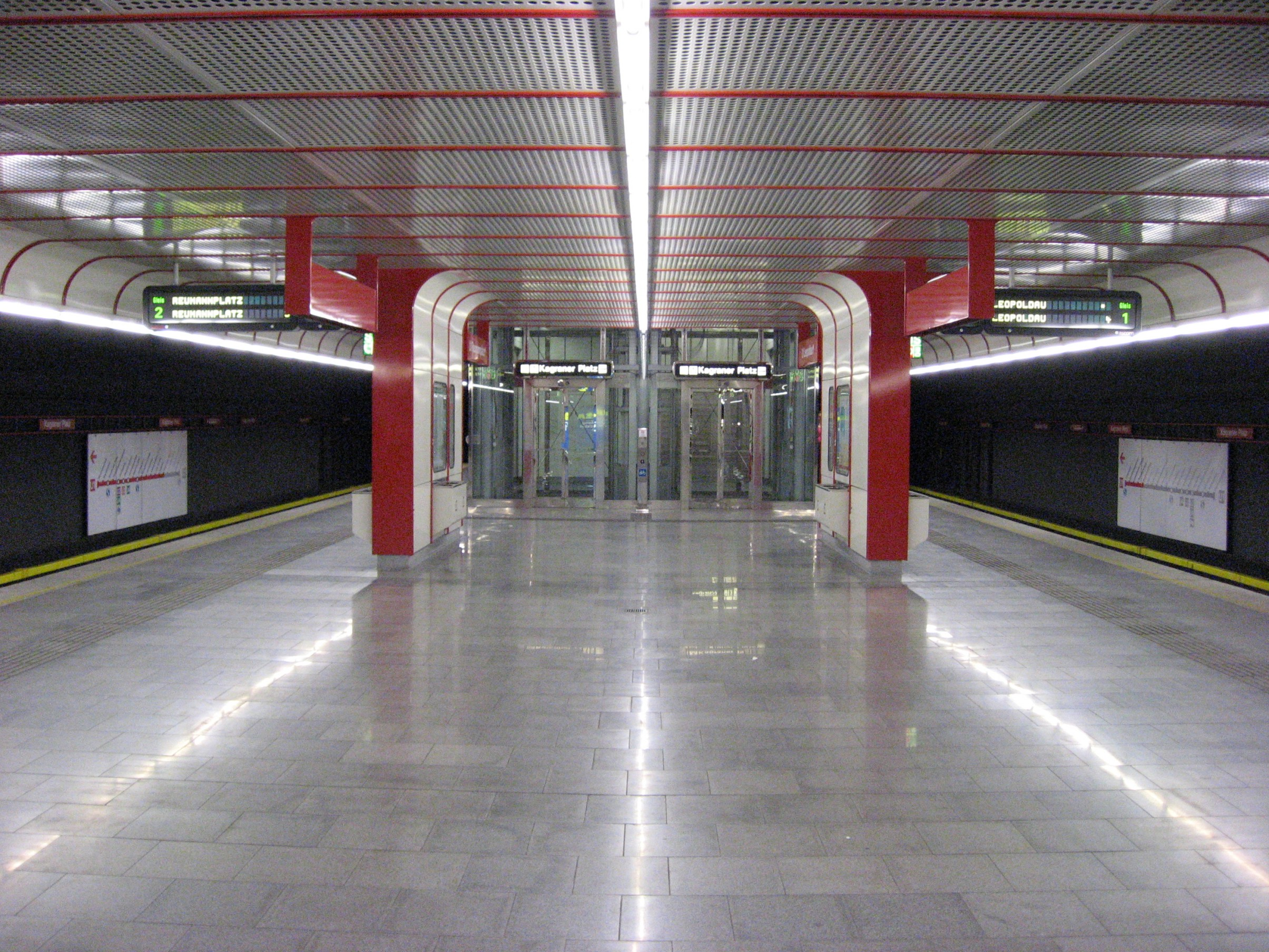
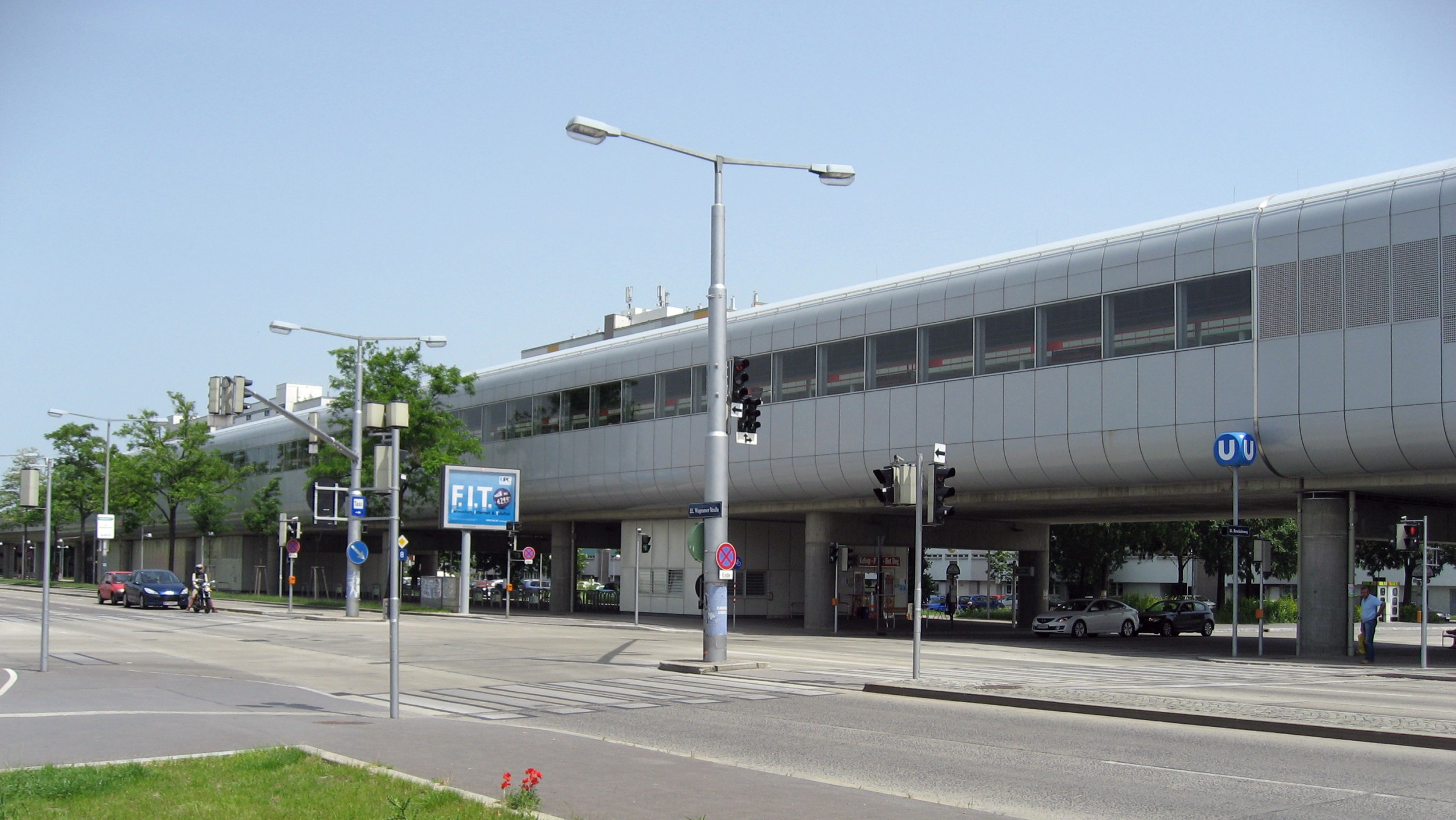
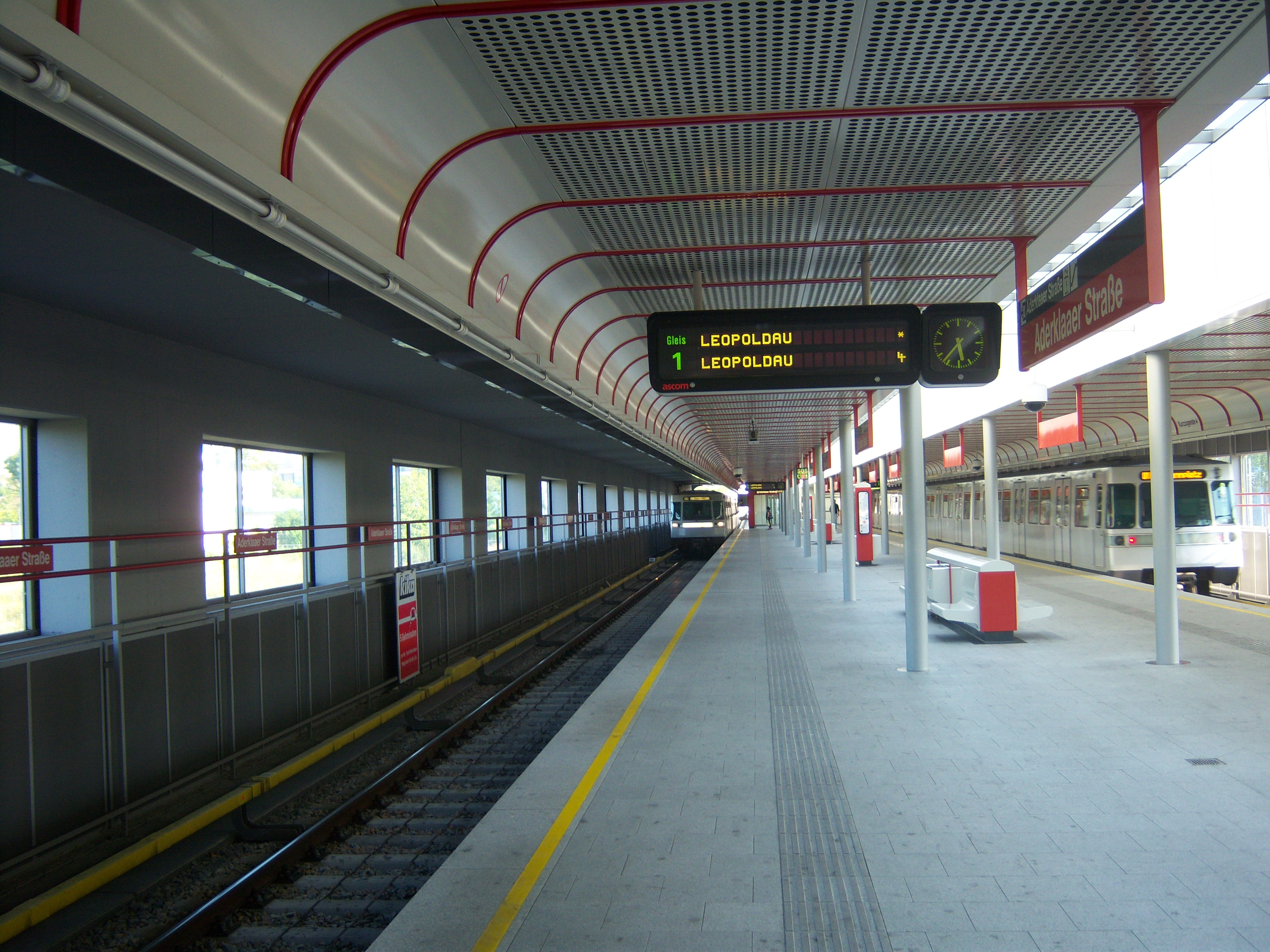
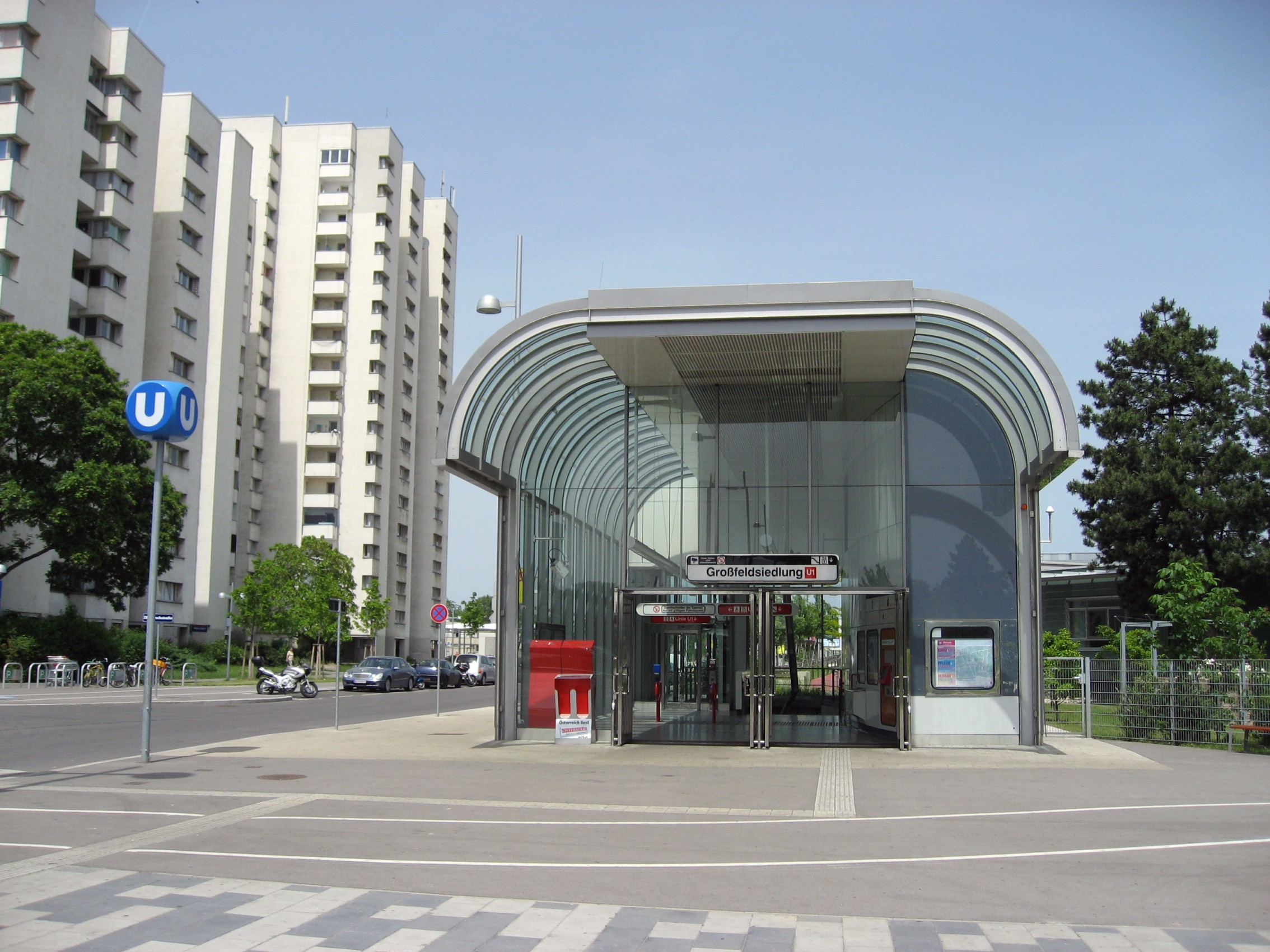
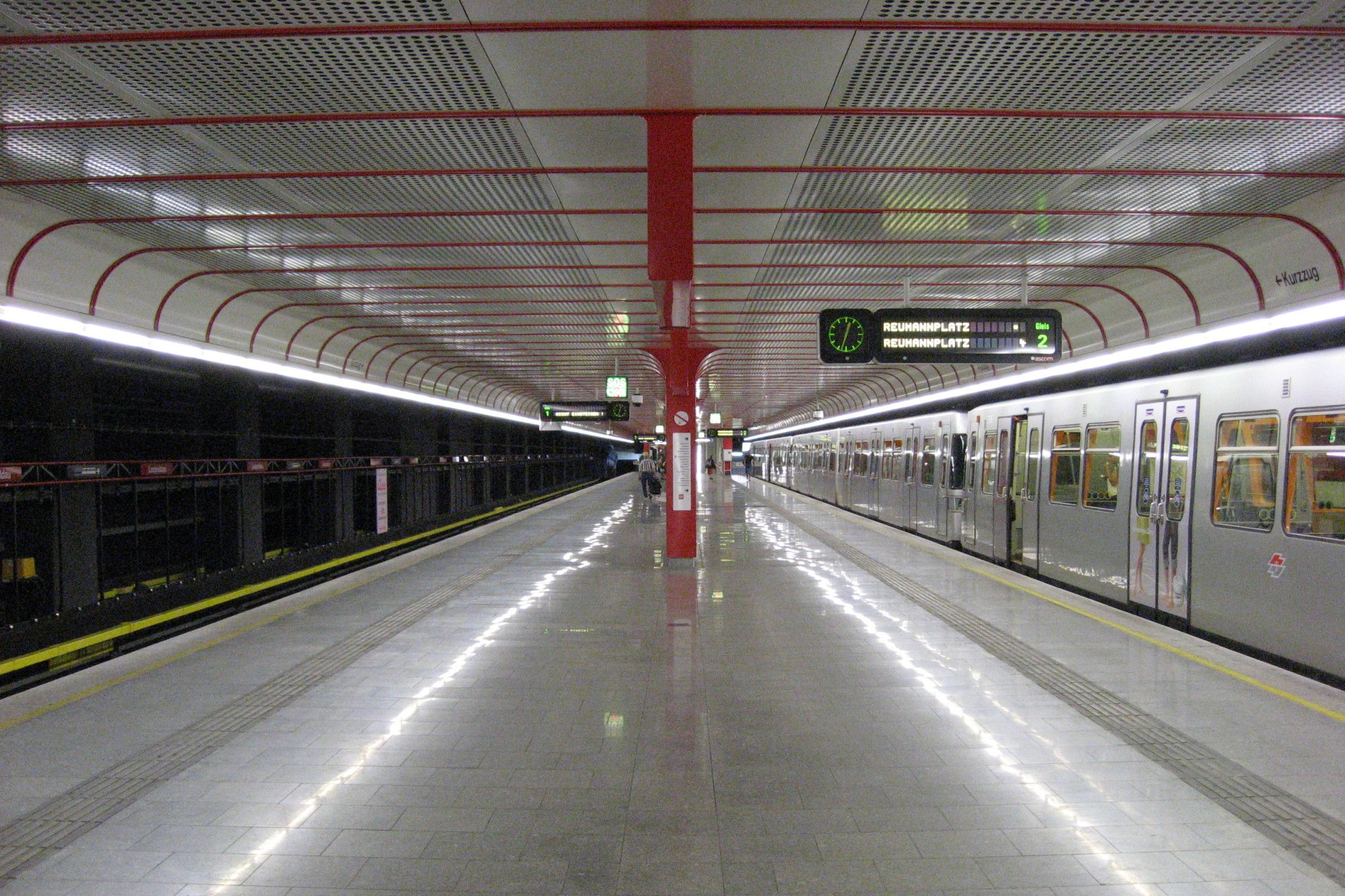

- «Оберлаа»
- «Нойлаа»
- «Алауда-гассе»
- «Альтес-Ландгут»
- «Трост-штрасе»
- «Ройманн-плац»
- «Кеплер-плац»
- «Зюдтіролер-плац-Гауптбангоф»
- «Таубштуммен-гассе»
- «Карлс-плац» U2 U4
- «Штефанс-плац» U3
- «Шведен-плац» U4
- «Нестрой-плац»
- «Пратерштерн» U2
- «Форгартен-штрасе»
- «Донауінзель»
- «Кайзермюлен-ВМЦ»
- «Альте-Донау»
- «Кагран»
- «Кагранер-плац»
- «Реннбан-вег»
- «Адерклаер-штрасе»
- «Гросфельдзідлунг»
- «Леопольдау»

## U2

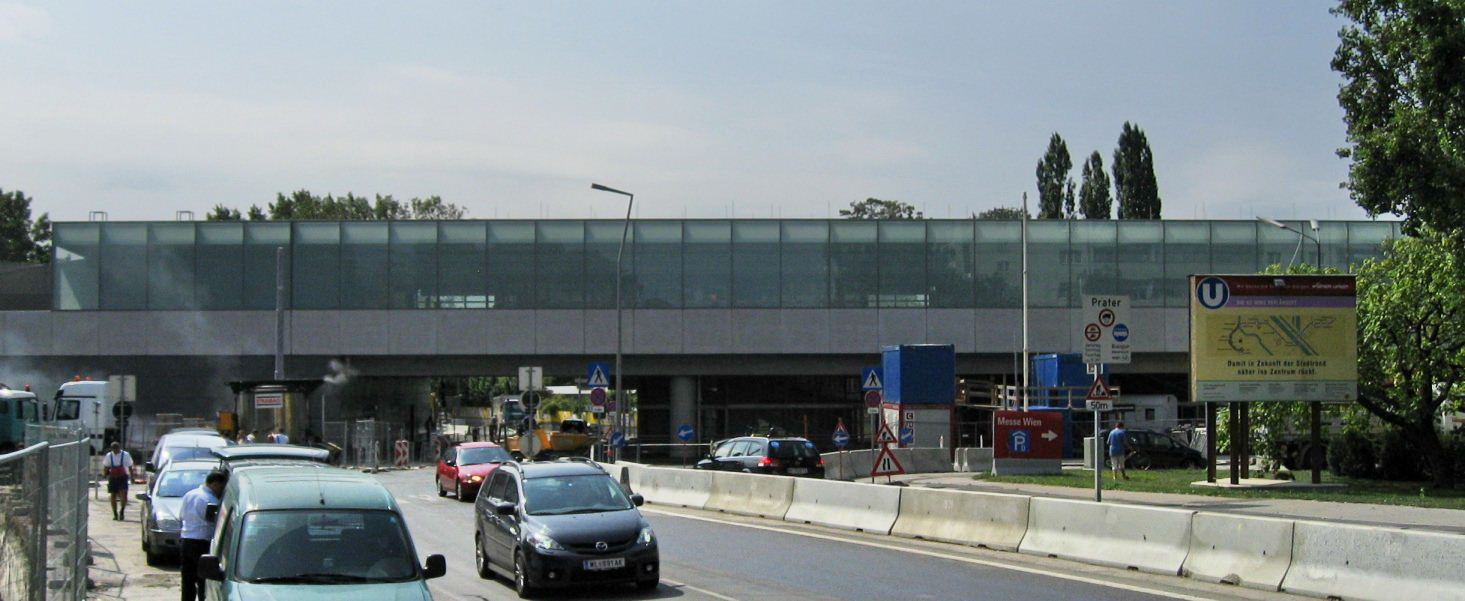
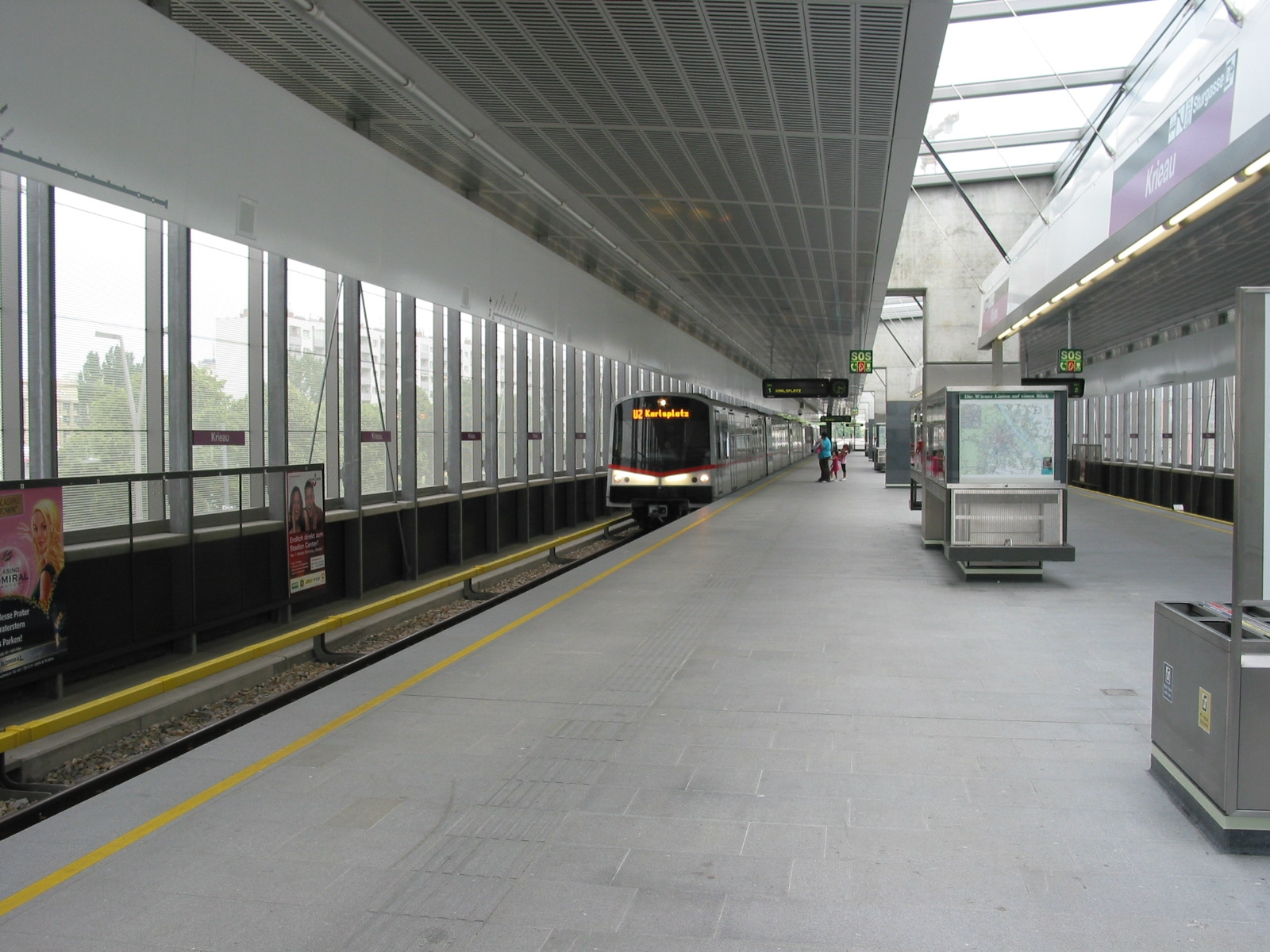
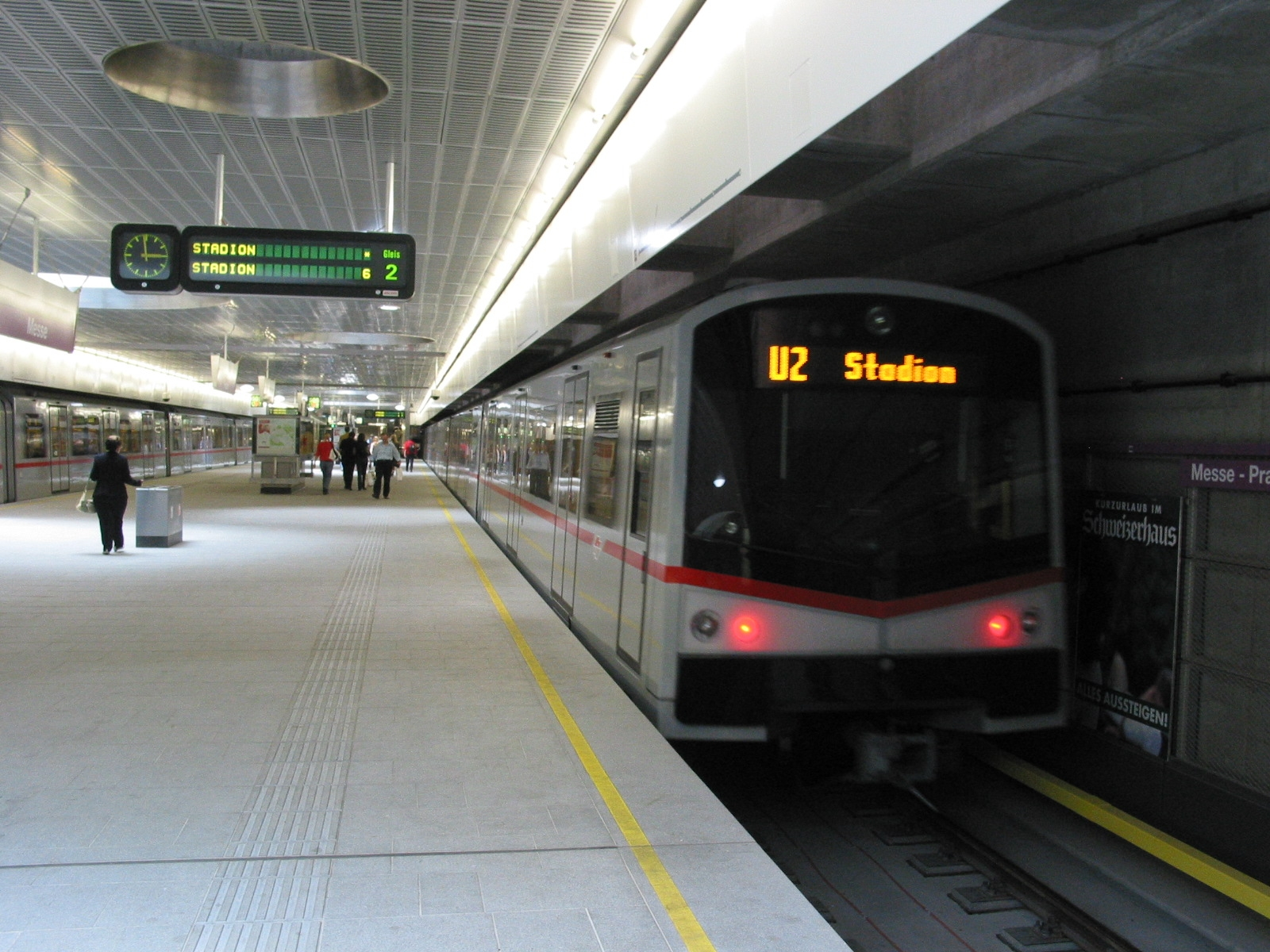
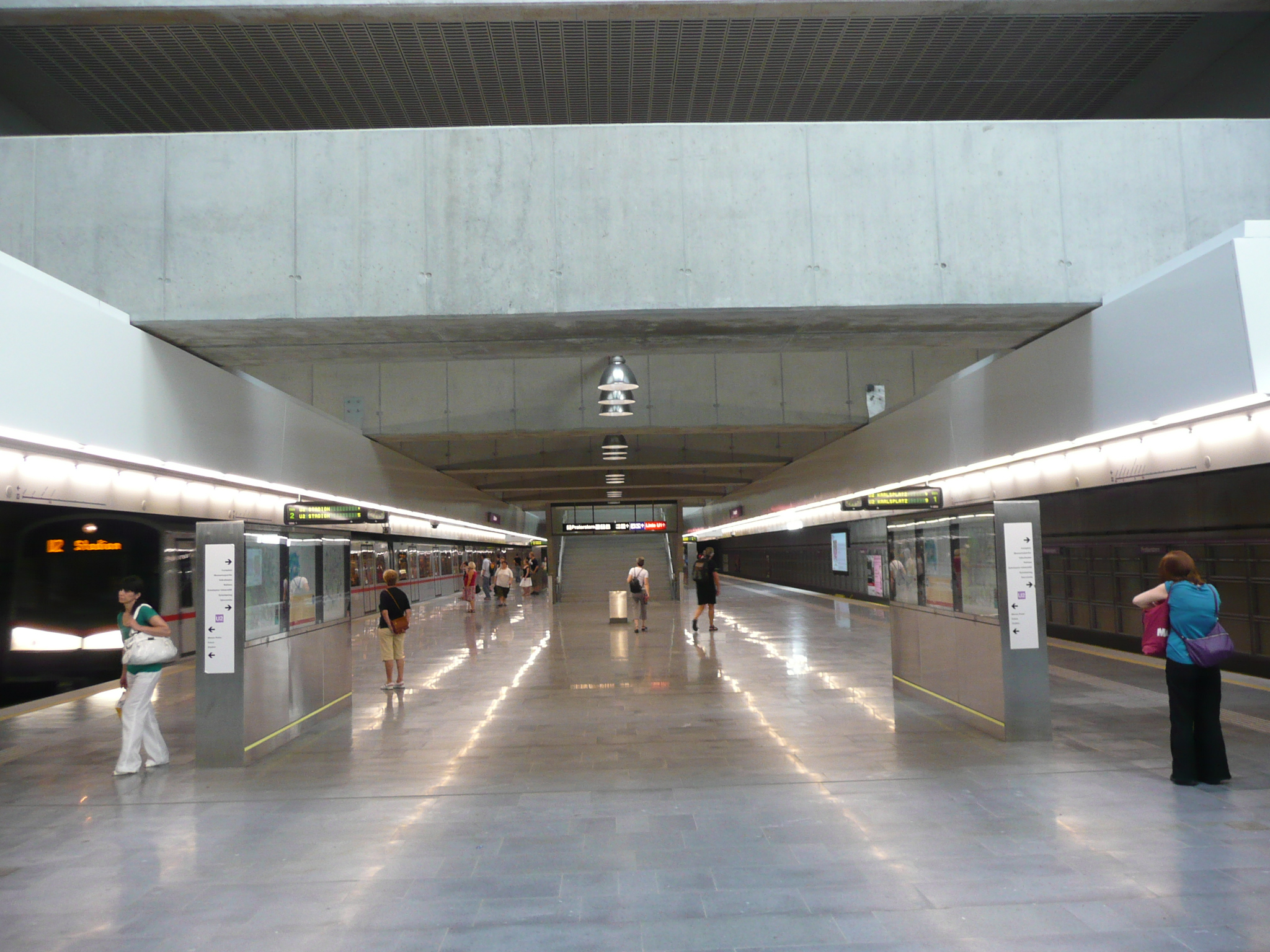
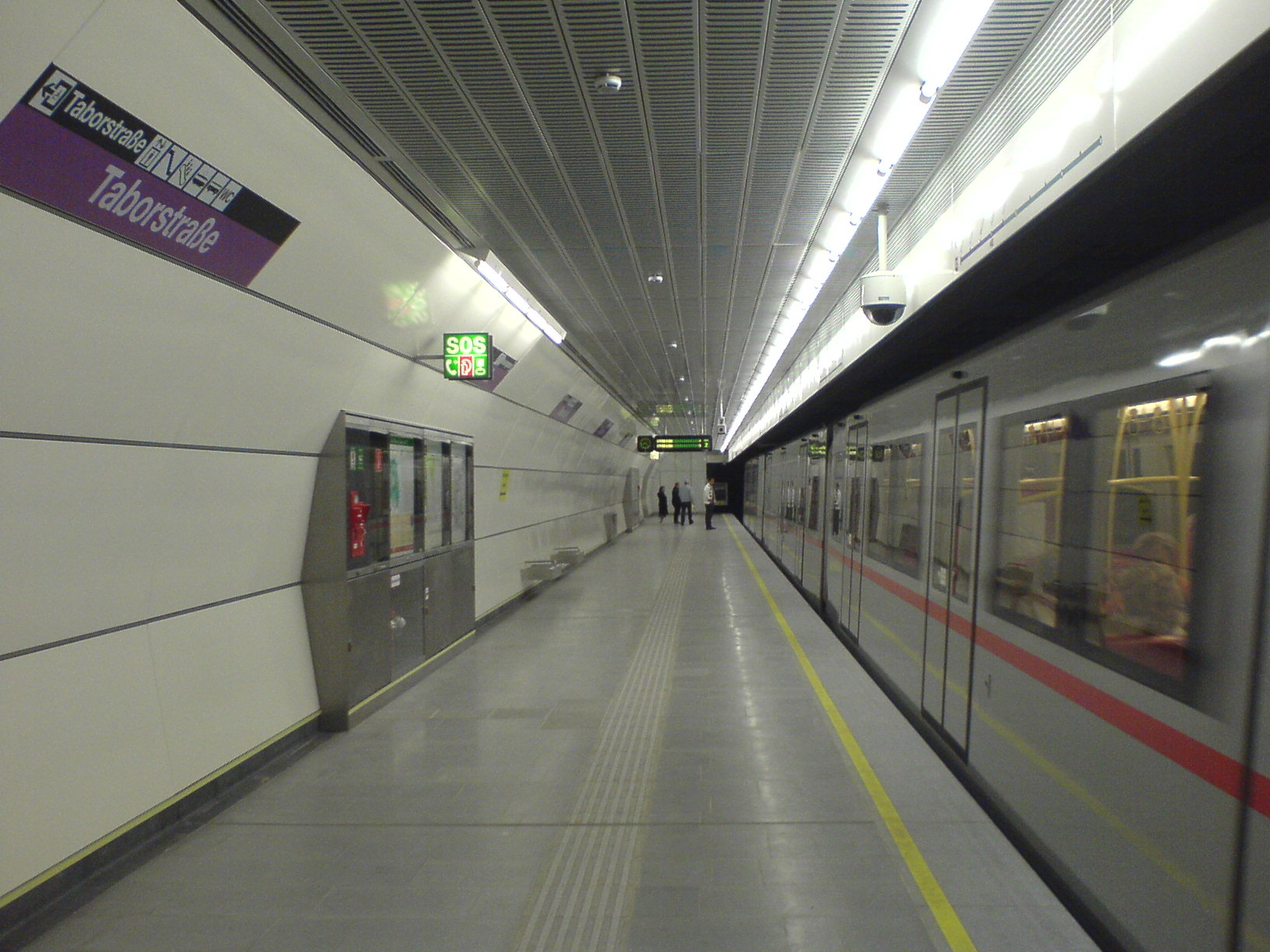
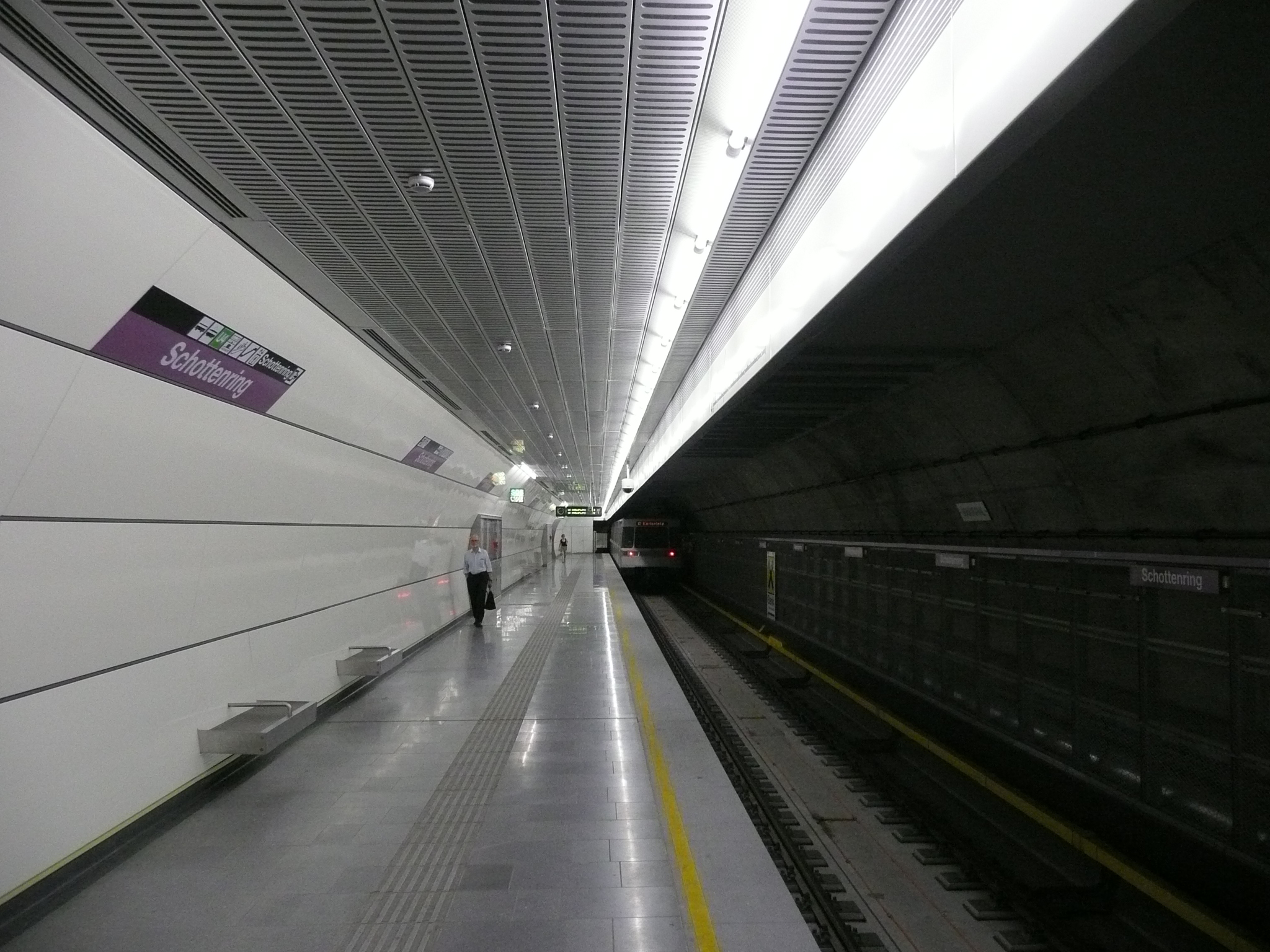
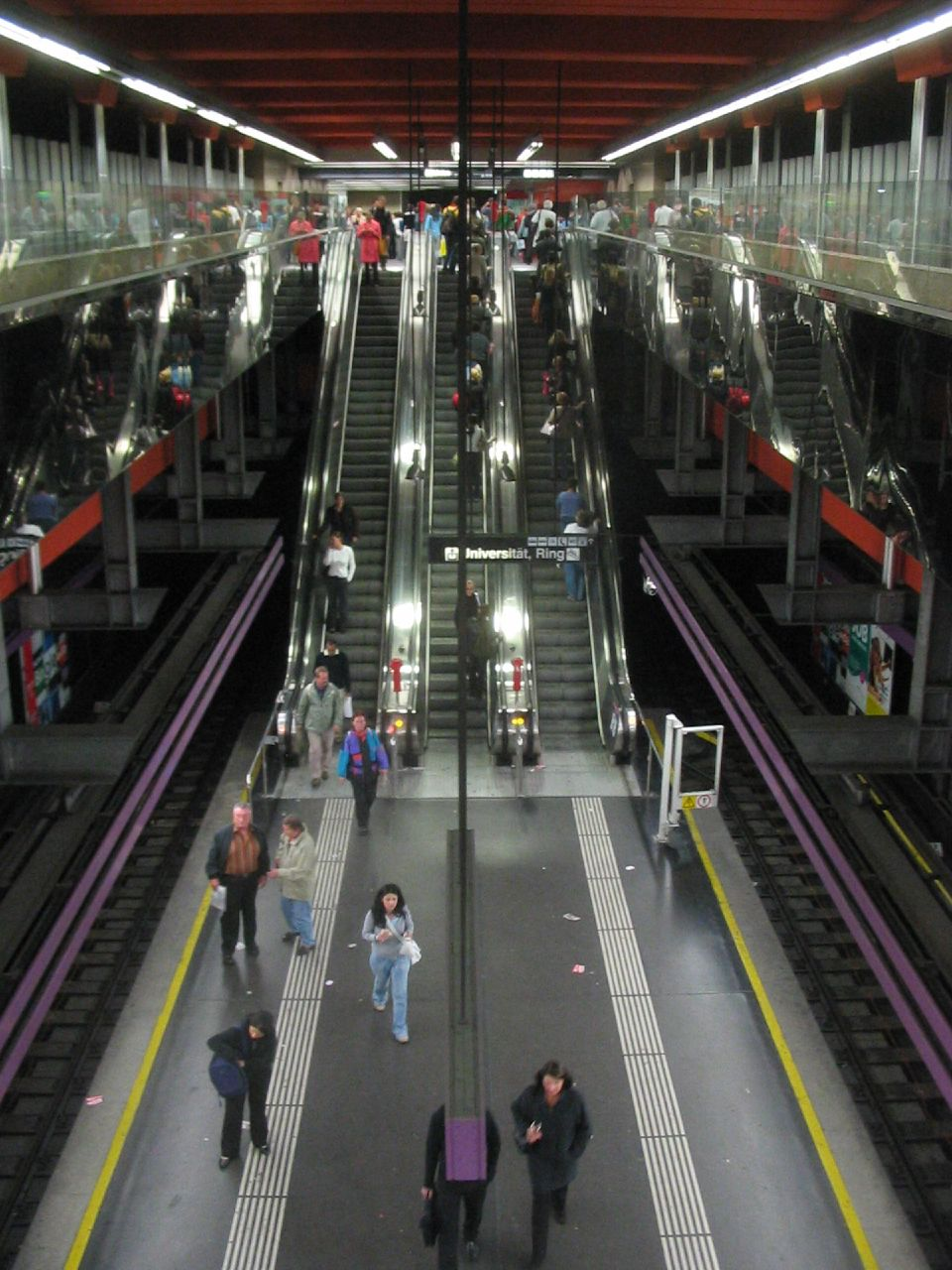
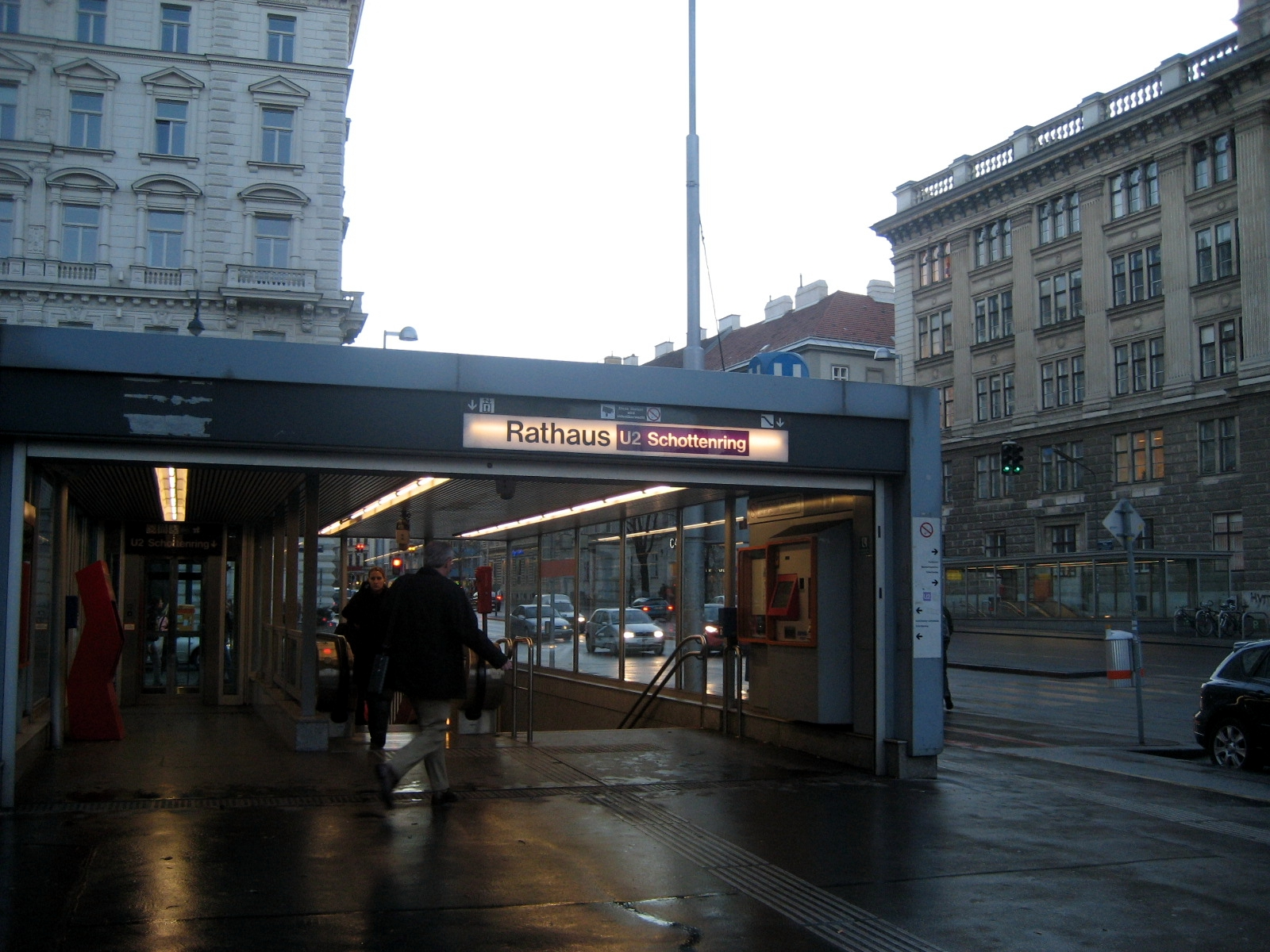
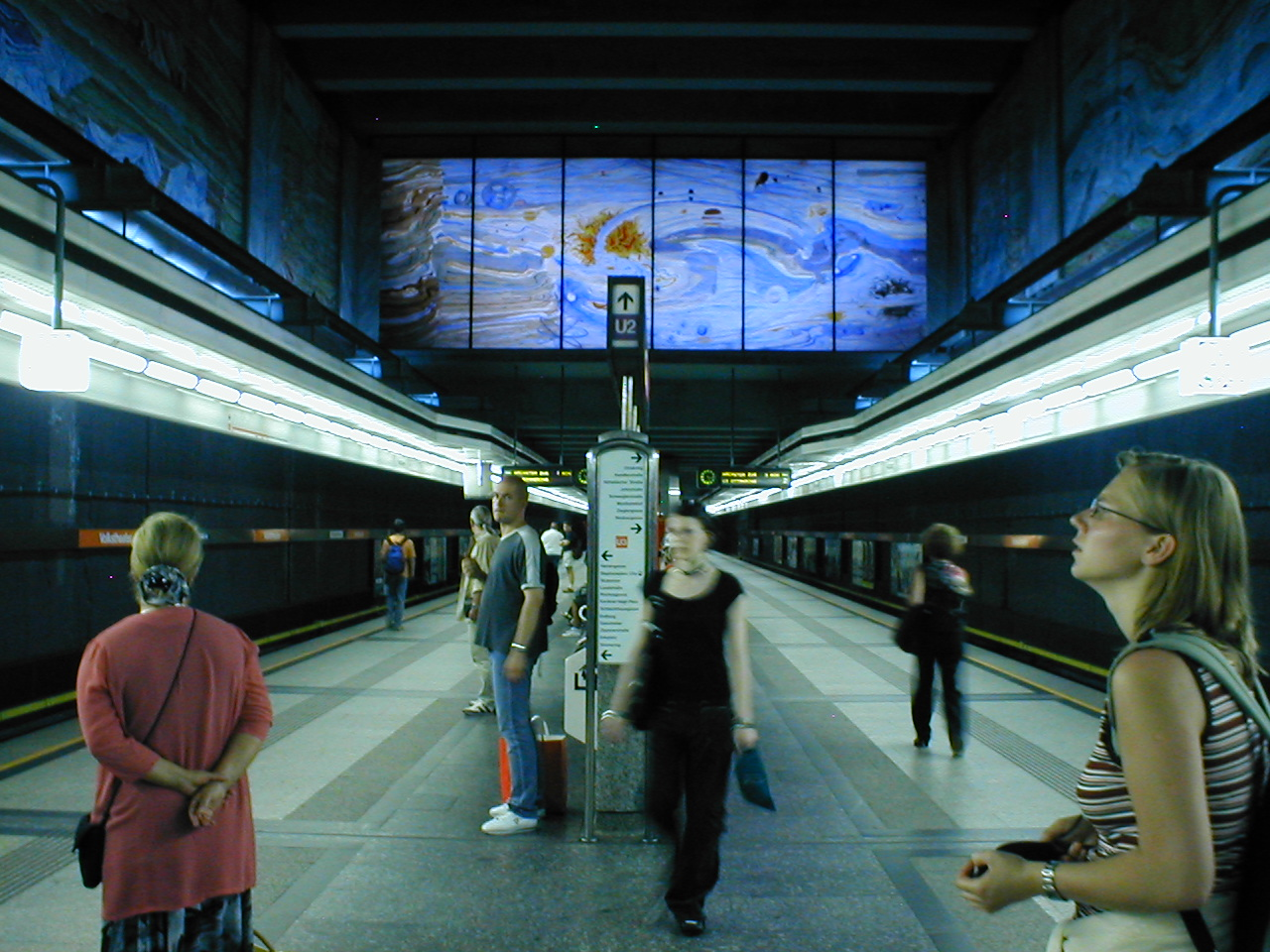
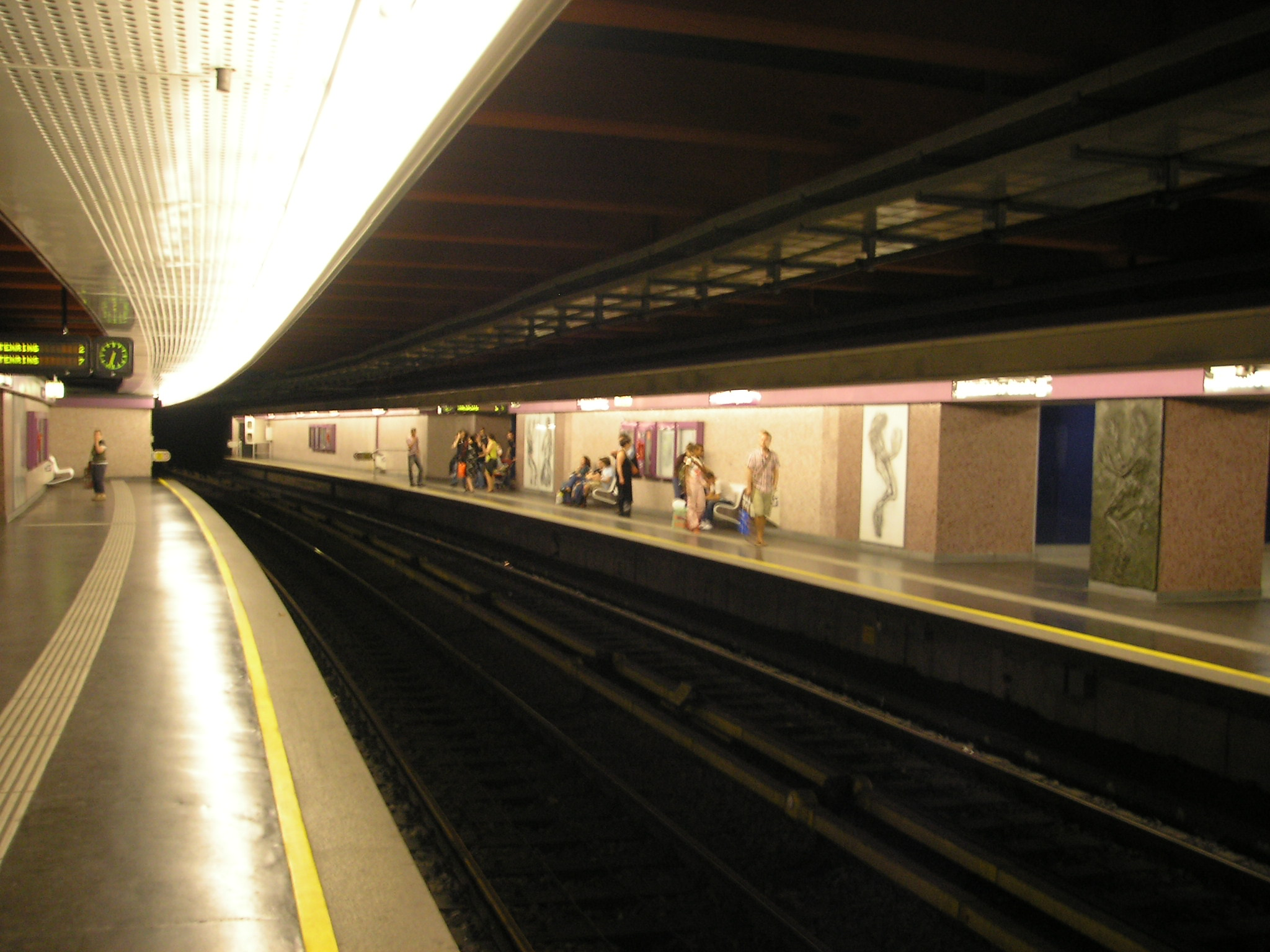

- «Зеєштадт»
- «Асперн-Норд»
- «Гаусфельд-штрасе»
- «Асперн-штрасе»
- «Донаушпіталь»
- «Гардег-гассе»
- «Штадлау»
- «Донауштадтбрюке»
- «Донаумарина»
- «Штадіон»
- «Кріау»
- «Мессе-Пратер»
- «Пратерштерн» U1
- «Табор-штрасе»
- «Шоттен-ринг» U4
- «Шоттентор-Універзітет»
- «Ратгаус»
- «Фолькстеатер» U3
- «Музеумсквартір»
- «Карлс-плац» U1 U4

## U3

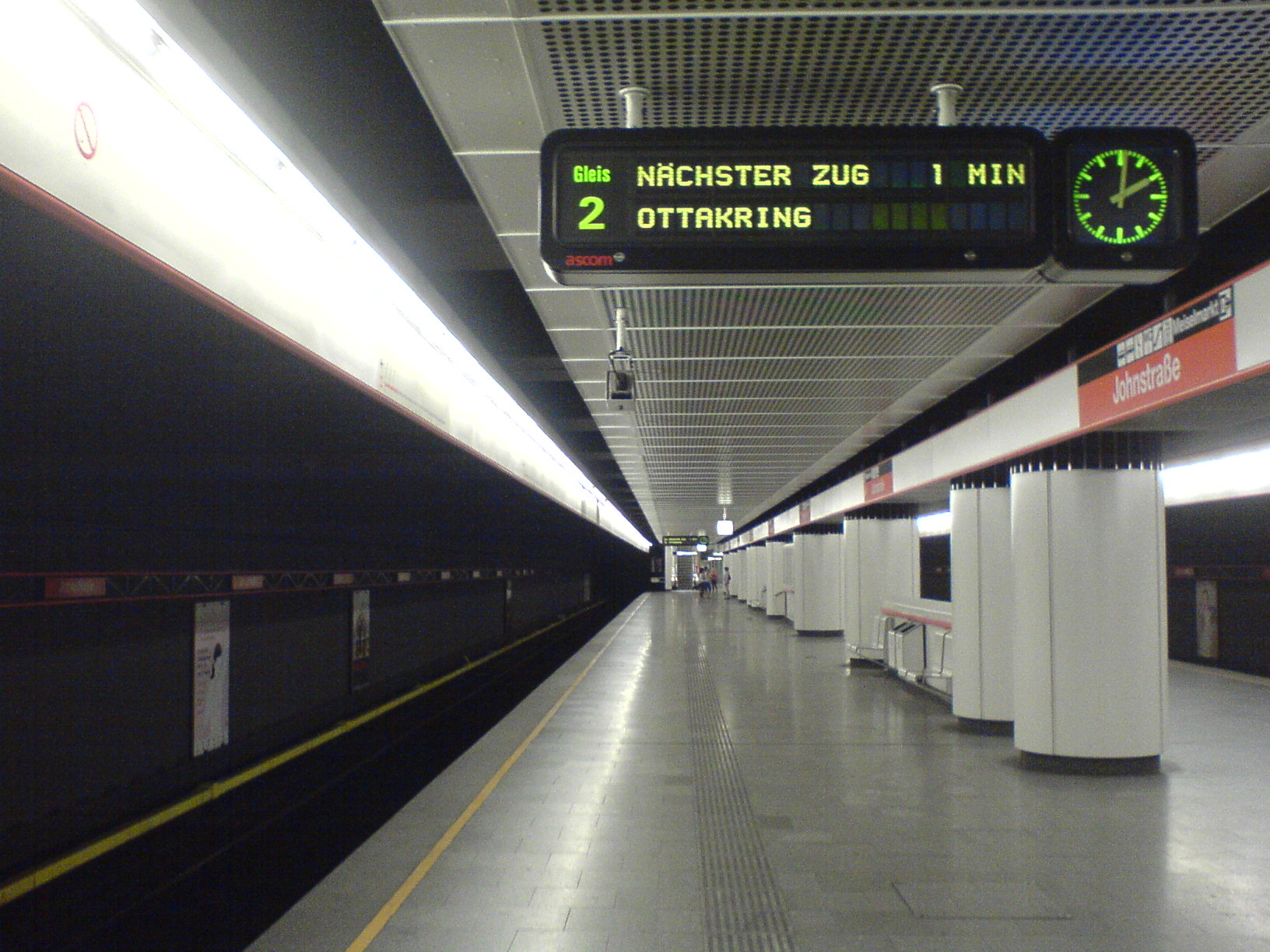
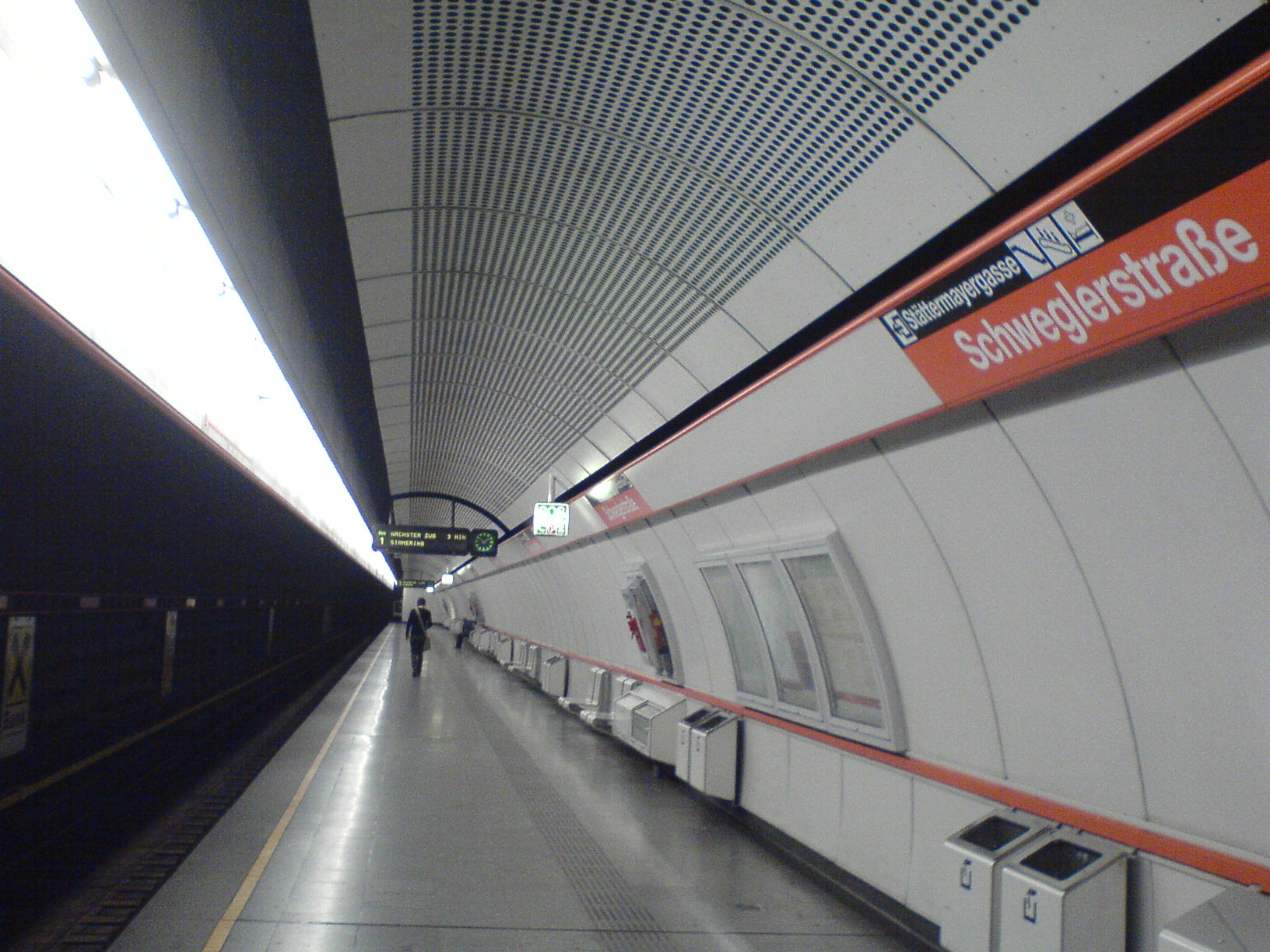
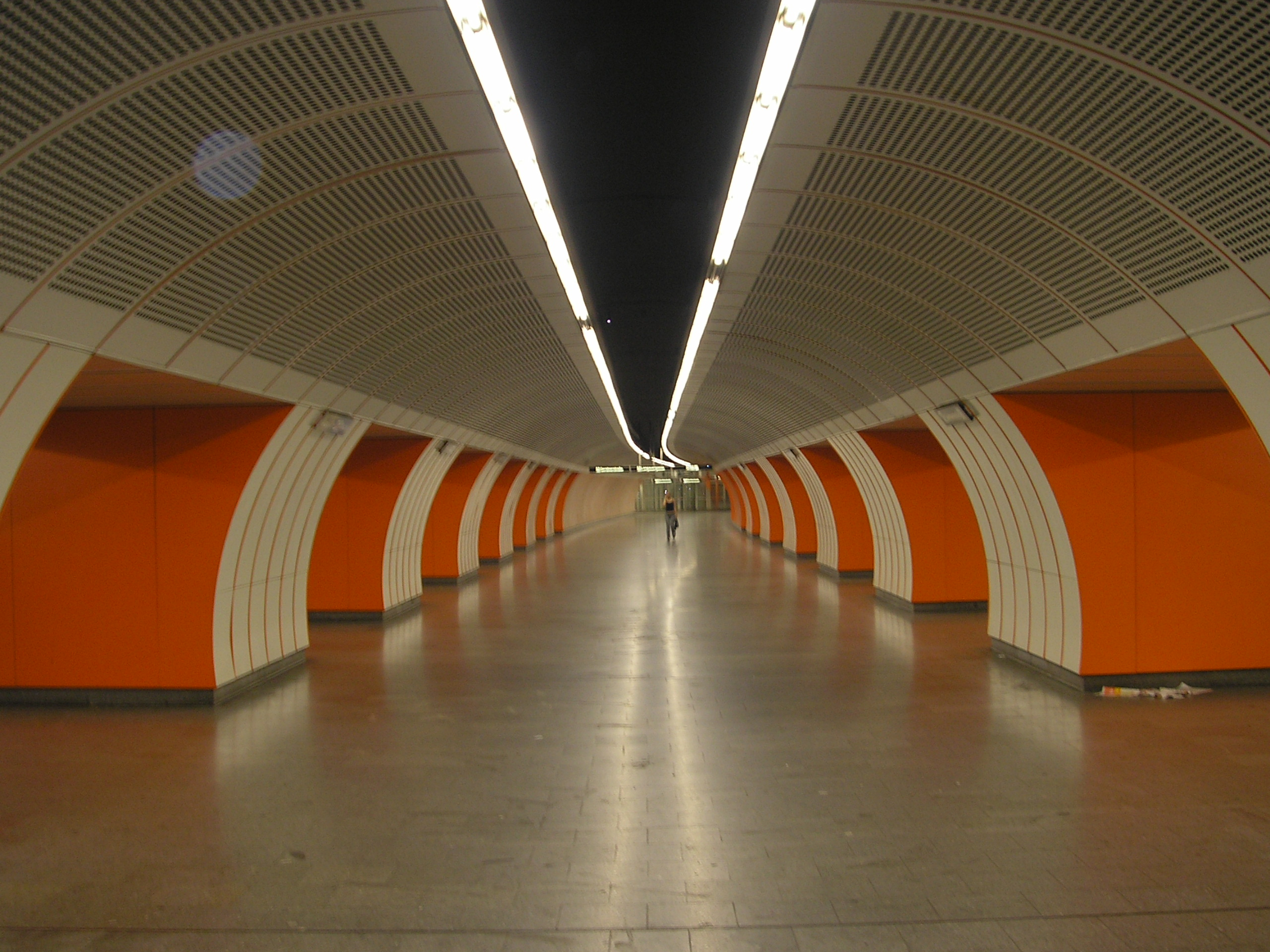
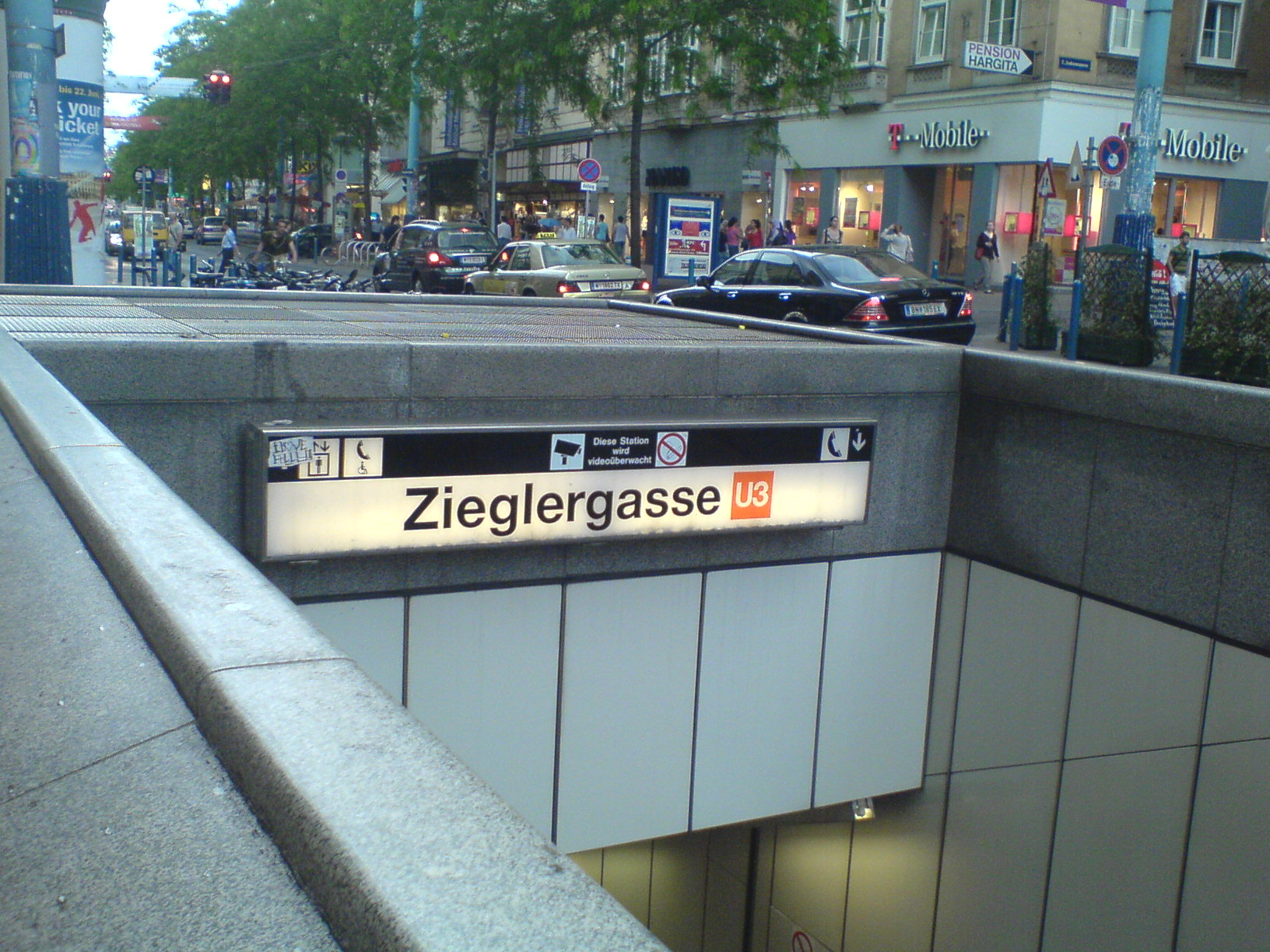
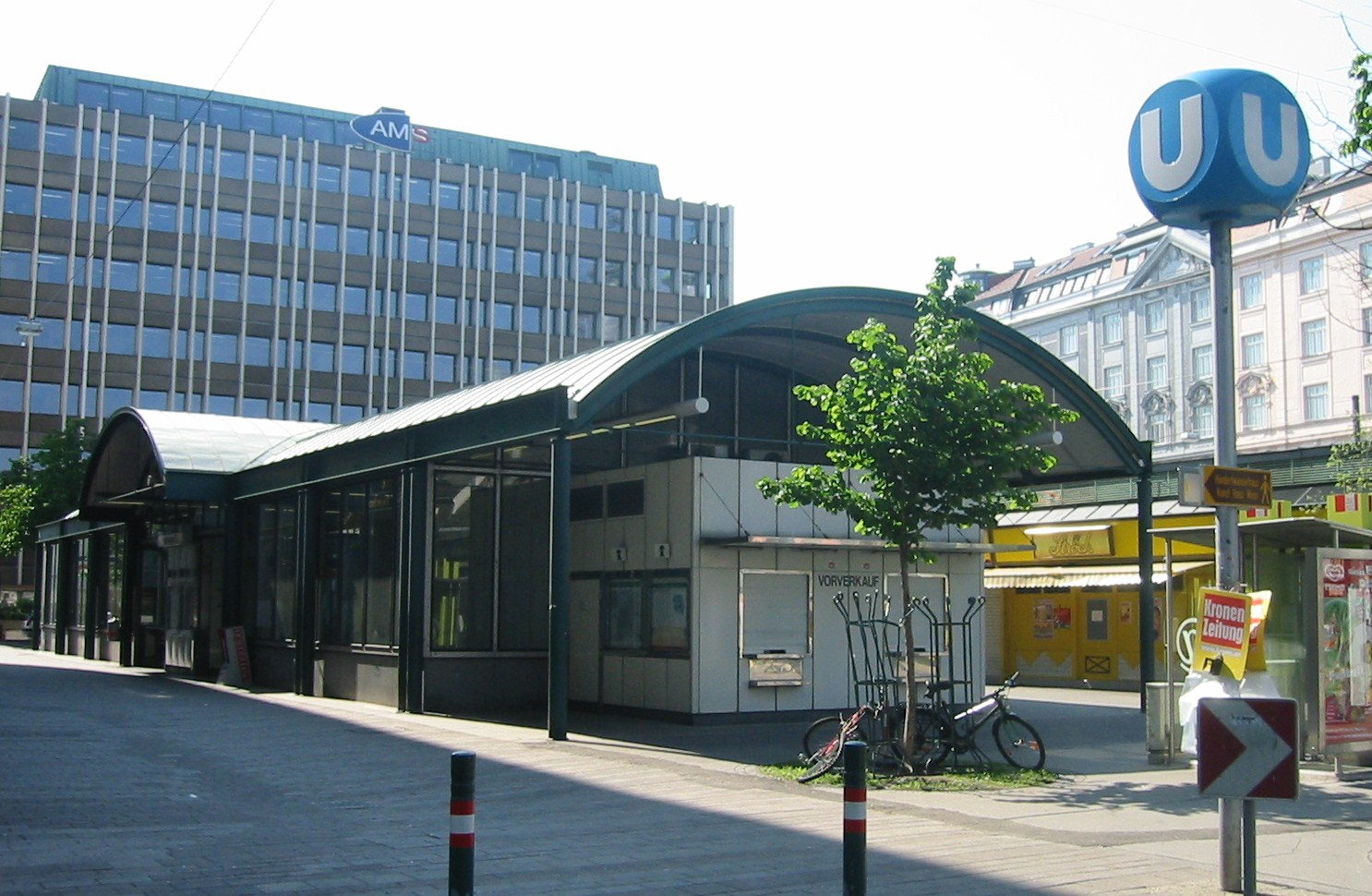
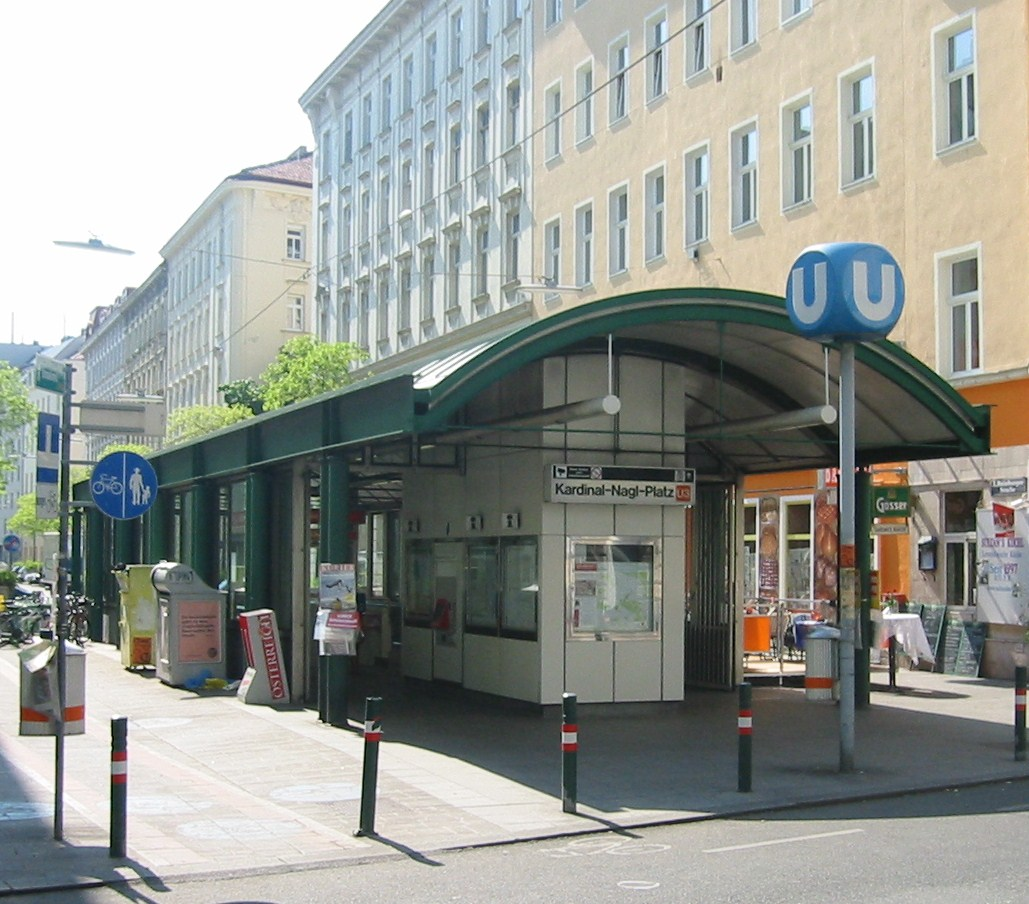
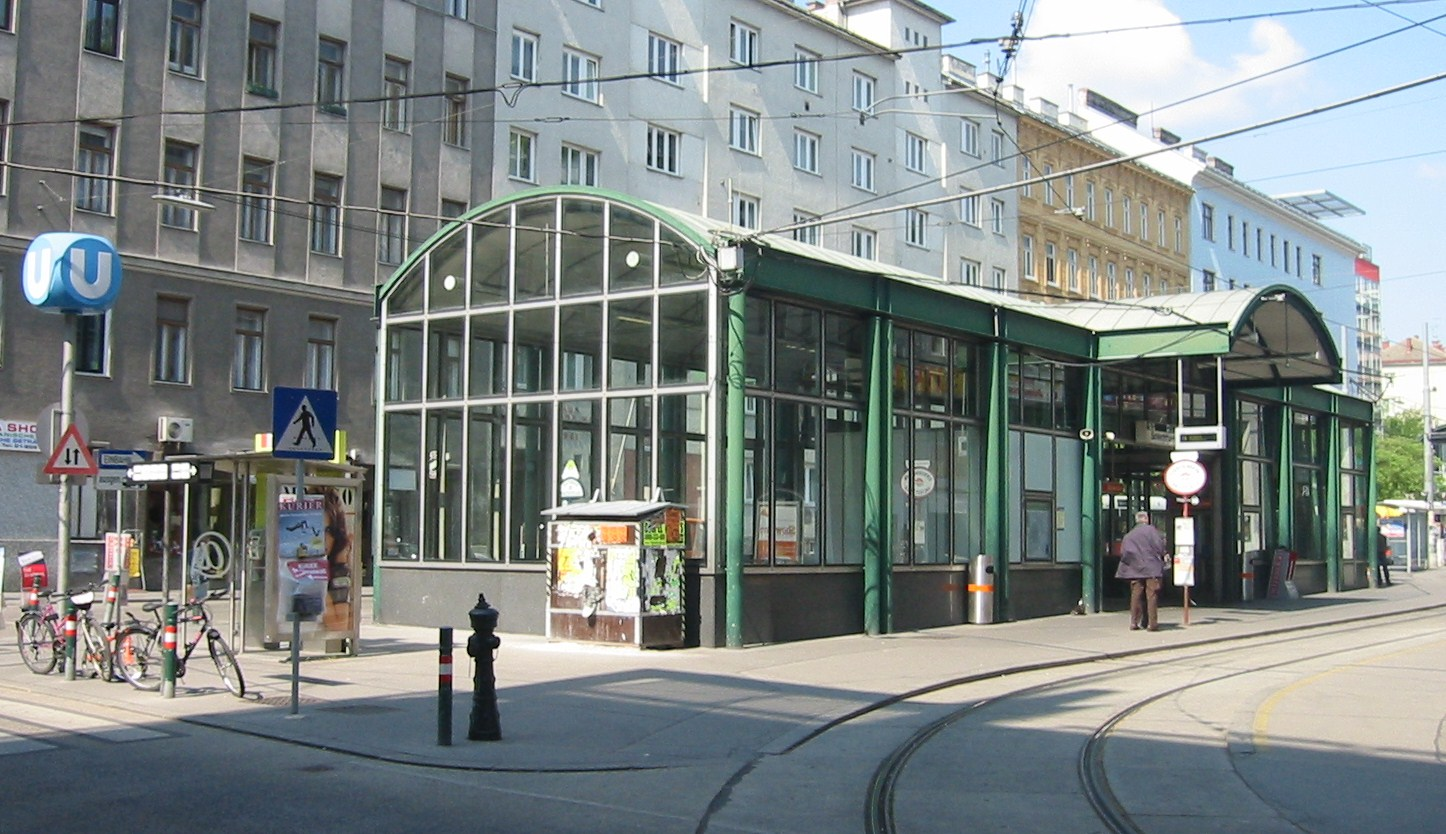
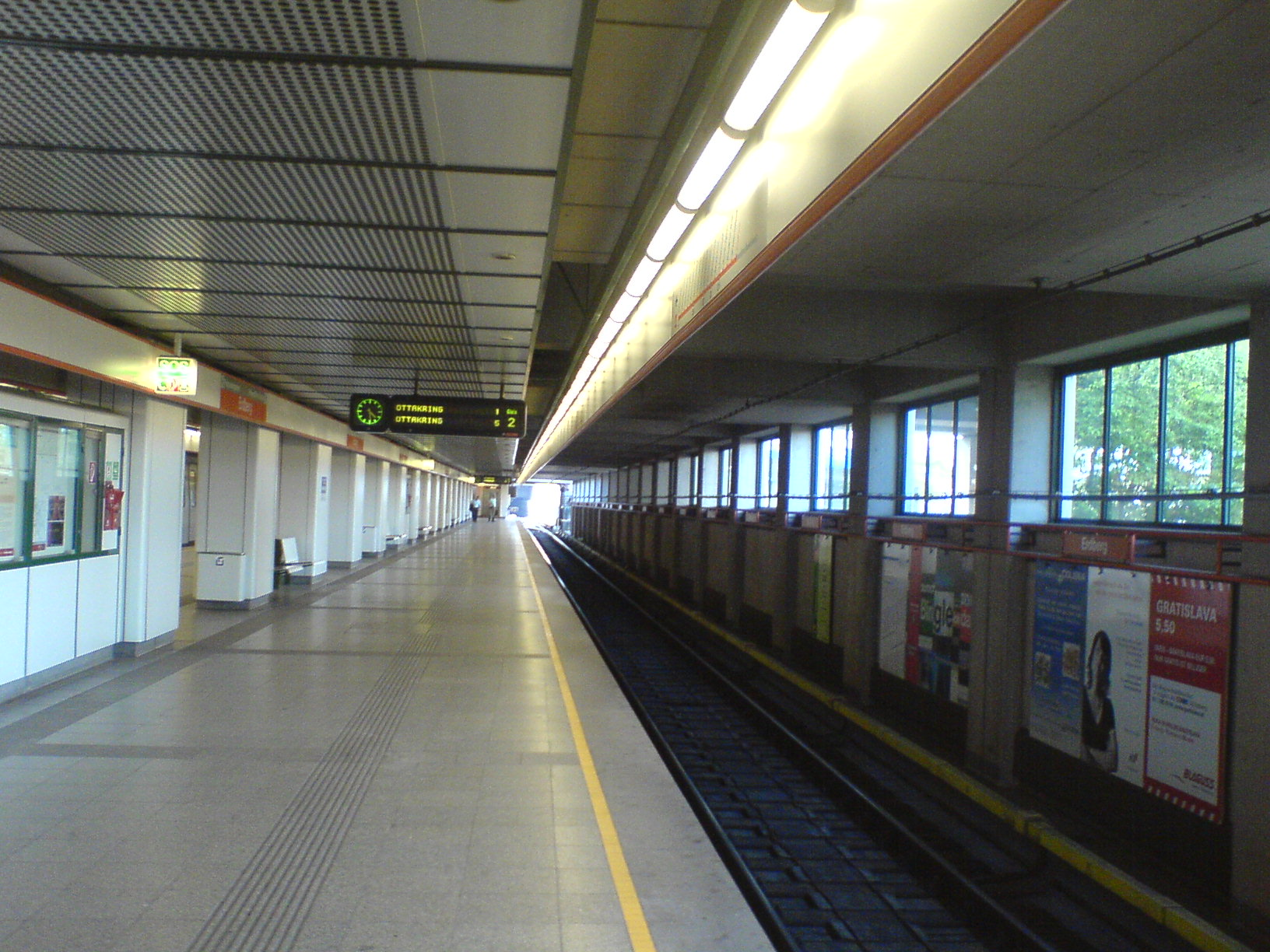
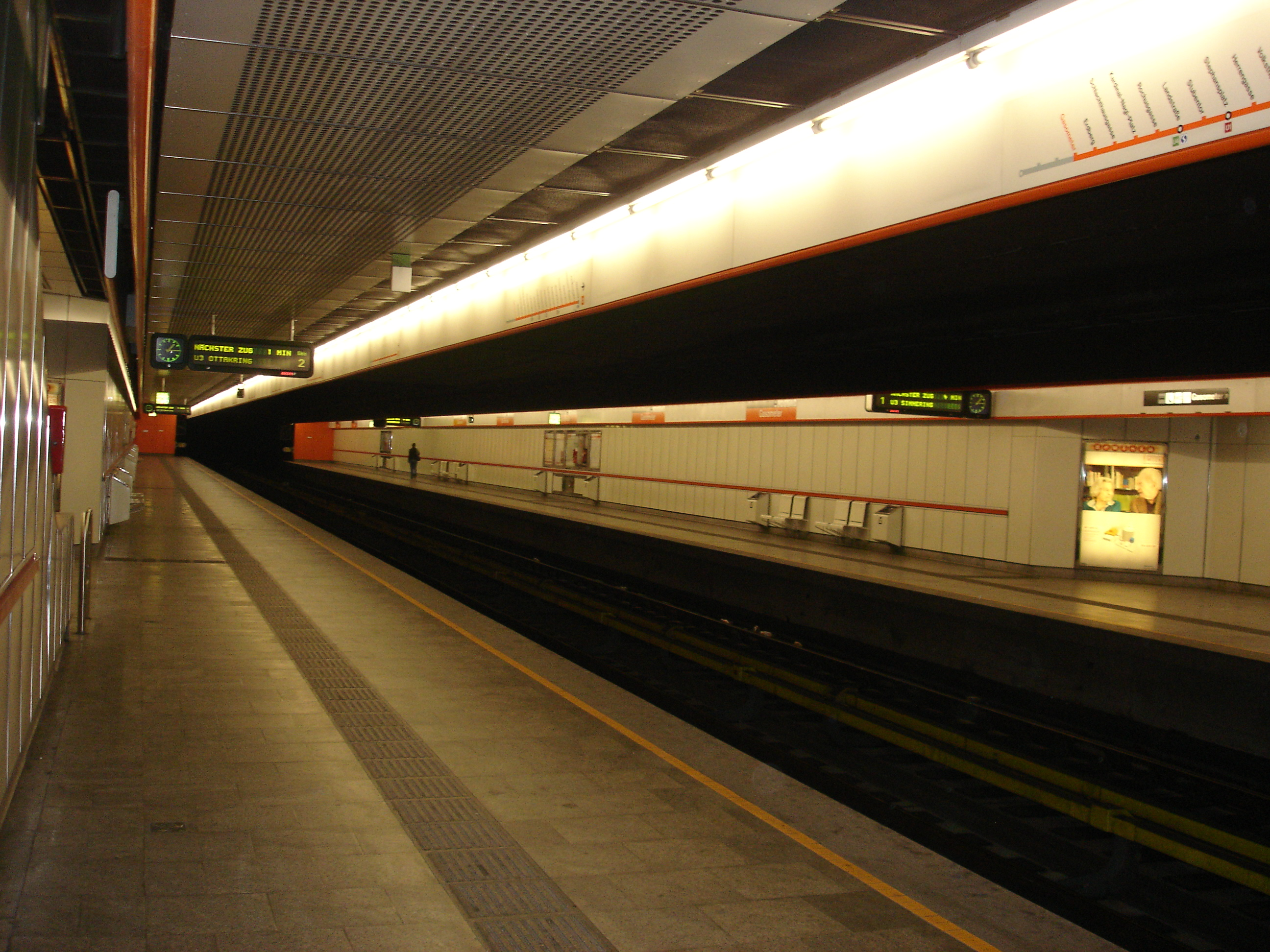
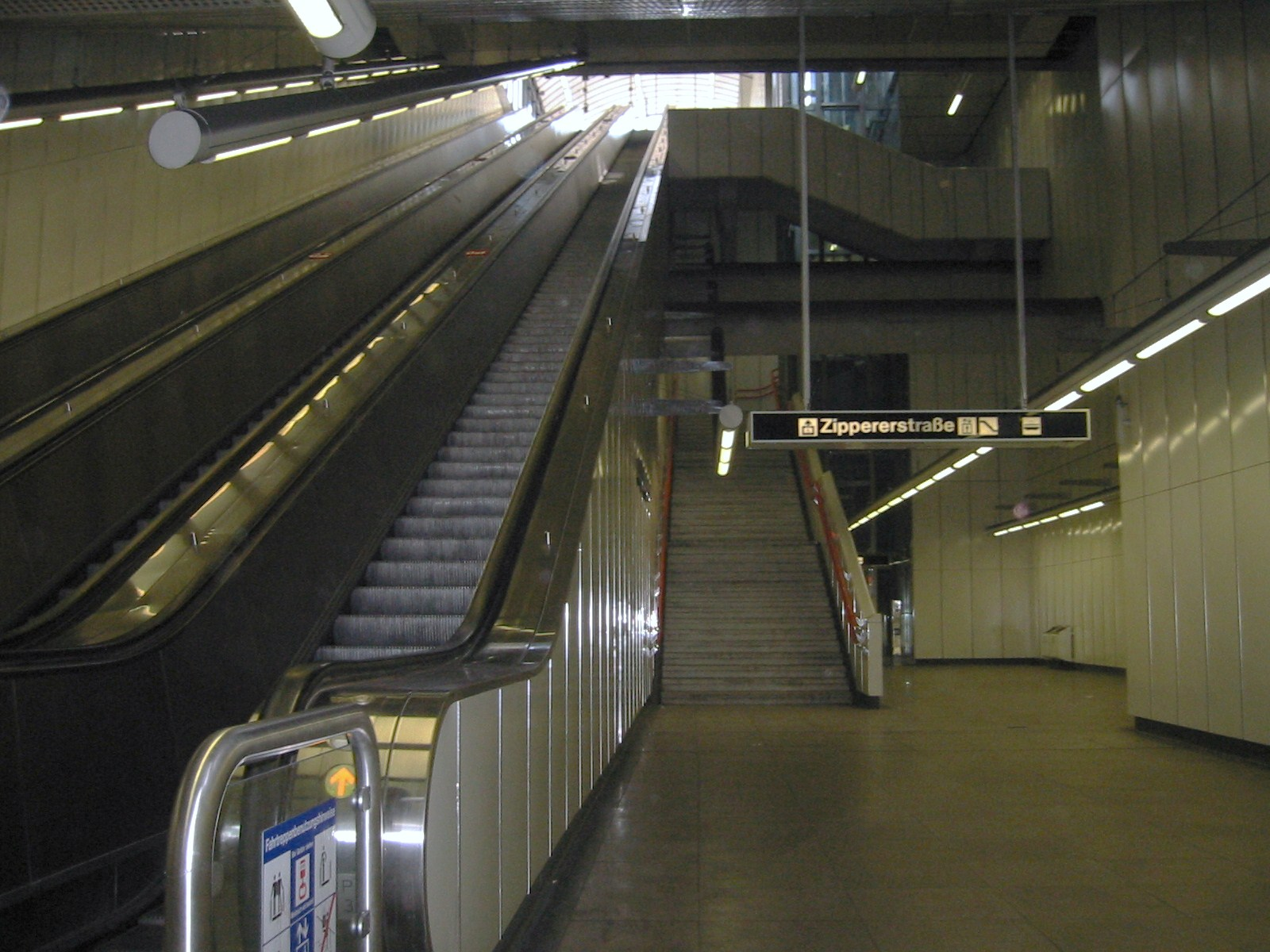
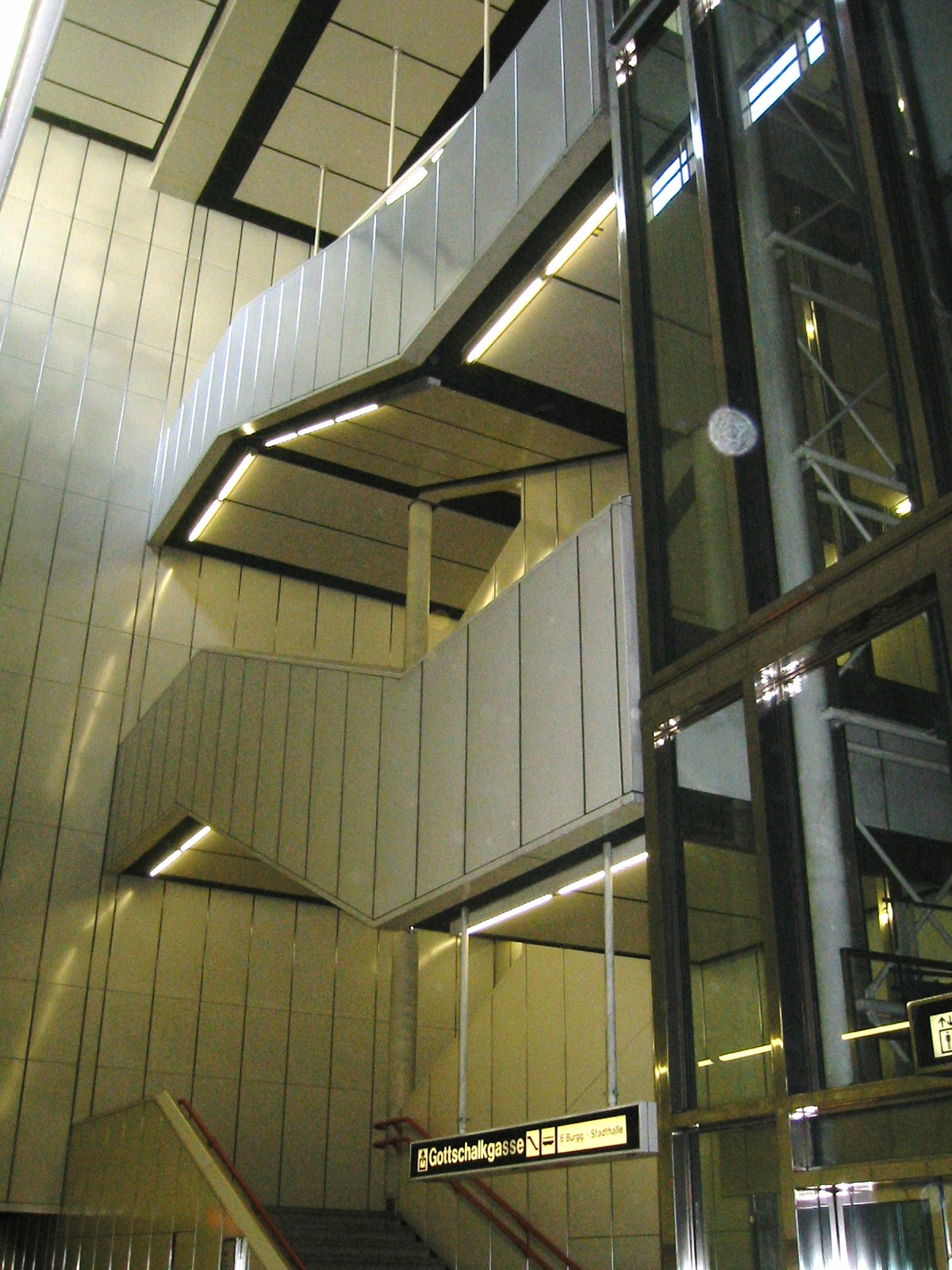
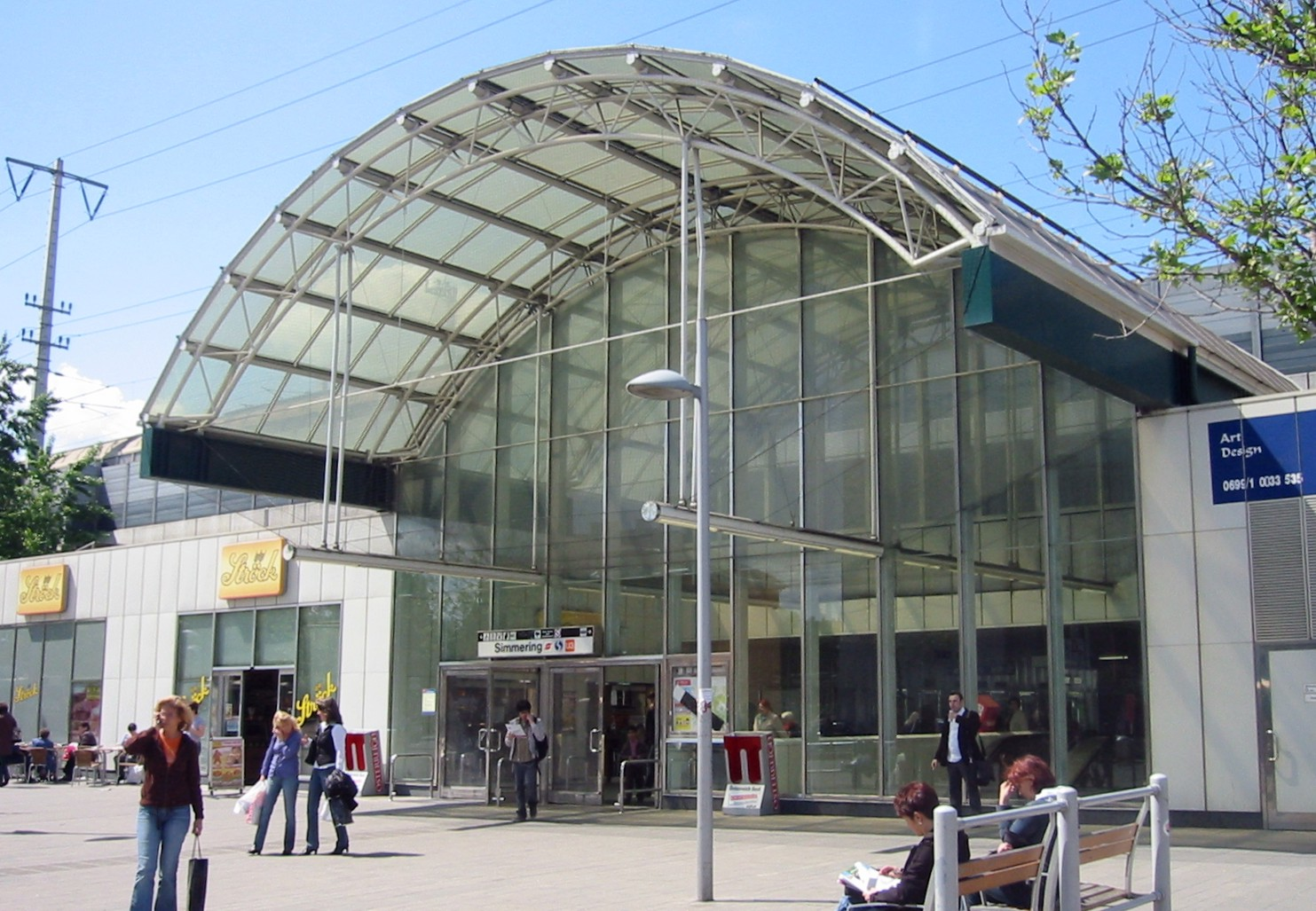

- «Оттакринг»
- «Кендлер-штрасе»
- «Гюттельдорфер-штрасе»
- «Йон-штрасе»
- «Швеглер-штрасе»
- «Вестбангоф» U6
- «Циглер-гассе»
- «Нойбау-гассе»
- «Фолькстеатер» U2
- «Геррен-гассе»
- «Штефанс-плац» U1
- «Штубентор»
- «Ландштрасе» U4
- «Рохус-гассе»
- «Кардіналь-Нагль-плац»
- «Шлахтгаус-гассе»
- «Ердберг»
- «Газометер»
- «Ципперер-штрасе»
- «Енк-плац»
- «Зіммеринг»

## U4
Hütteldorf
Ober St. Veit
Unter St. Veit
Braunschweiggasse
Hietzing
Schönbrunn
Meidling Hauptstraße
Längenfeldgasse U6
Margaretengürtel
Pilgramgasse
Kettenbrückengasse
Karlsplatz  U1   U2
Stadtpark
Landstraße  U3 
Schwedenplatz  U1 
Schottenring  U2
Roßauer Lände
Friedensbrücke
Spittelau  U6 
Heiligenstadt

## U6
Floridsdorf 
Neue Donau
Handelskai
Dresdner Straße 
Jägerstraße 
Spittelau  U4 
Nußdorfer Straße
Währinger Straße — Volksoper 
Michelbeuern
Alser Straße
Josefstädter Straße 
Thaliastraße
Burggasse — Stadthalle
Westbahnhof  U3   
Längenfeldgasse  U4
Niederhofstraße
Philadelphiabrücke
Tscherttegasse
Am Schöpfwerk
Alterlaa 
Erlaaer Straße
Perfektastraße 
Siebenhirten